# Centre d'études politiques et civiques
Le Centre d'études politiques et civiques (CEPEC) est un club de réflexion patronal français fondé à Paris en 1954. Son activité prend fin dans la seconde moitié des années 1970. Il appartient à la mouvance « nationale », aux confins de la droite et de l'extrême droite.
C'est à la fois un espace de production doctrinale d'une fraction du patronat chrétien libéral-conservateur et un carrefour de plusieurs réseaux, politiques et patronaux, où se croisent des chefs d'entreprises, des intellectuels, des cadres, des membres de professions libérales, des hommes politiques, des journalistes, des officiers, des étudiants.

## Historique
Le CEPEC prend la suite du Comité d'études des groupes d'action régionale (CEGAR) de Pierre Baruzy. Il est déclaré à la préfecture de police de Paris le 4 juin 1954. Son but déclaré est de « favoriser, par tous les moyens appropriés, la culture politique et l'esprit critique parmi les élites de la France et de l'Union française ». Son siège se situe à Paris, au 205, boulevard Saint-Germain, puis en 1955 au 18, rue d’Anjou, en 1957 au 25, boulevard des Italiens, puis au 4, rue de La Michodière.

### Dirigeants du CEPEC

#### Présidents successifs
- Alfred Pose, de l'Institut, banquier, des débuts du CEPEC en 1954 à 1958
- Georges Laederich, industriel vosgien du textile, de 1958 à son décès en 1969
- François Lehideux, ancien industriel, ancien ministre de Vichy, de 1970 à la fin du CEPEC dans la seconde moitié des années 1970

#### Fondation et fondateurs
Le CEPEC est présidé à l'origine par un banquier, Alfred Pose (1899-1969) et fondé par des patrons, membres de son comité directeur ; ils portent le titre de vice-présidents : Georges Laederich, industriel du textile (P-DG des Ets Laederich), Pierre Baruzy, P-DG de la compagnie des meules Norton, Théodore Boury, P-DG de Markt § Co, président-fondateur du syndicat national des entreprises du froid, Marcel Demonque, des ciments Lafarge, Maurice Firino-Martell, cogérant de Martell et Cie, Pierre Masquelier, directeur de l'Union pour le crédit à l'industrie nationale (UCINA), vice-président (1953) puis président (1956-64) de la Compagnie des forges de Châtillon-Commentry et Neuves-Maisons, administrateur des parfums Caron, Gaston Moyse, P-DG des Locotracteurs Gaston Moyse. La plupart de ces patrons dirigent ou administrent des PME, plus ou moins récentes. Certains dirigent des filiales de groupes américains (Baruzy, Boury, dont la firme vend en France les réfrigérateurs Kelvinator). Les Ets Laederich seraient aujourd'hui une entreprise de taille intermédiaire. Lafarge et Châtillon-Commentry se situent parmi les cent plus grosses sociétés françaises dans les années 1950. Pose et Demonque sont ou ont été tous deux administrateurs d'une entreprise coloniale, fondée en décembre 1948 au Maroc, à Casablanca, l'Union minière pan-africaine.
Deux autres vice-présidents présentent un profil plus divergent. Georges Lamirand est administrateur de sa propre société d’investissements au Maroc puis en France. Le comte Maurice de Waresquiel (1913-1993) diffère des autres de par ses origines aristocratiques d’abord. Du fait ensuite de sa carrière dans l’armée (il a quitté l’armée en novembre 1946 comme chef de bataillon). Du fait enfin de ses occupations professionnelles : depuis 1946, il est propriétaire exploitant agricole, à Forcé en Mayenne.
Se sont joints à ces patrons deux intellectuels de droite, l'essayiste René Gillouin et l'économiste Louis Salleron, qui va être l'un des principaux intervenants lors des réunions du CEPEC, notamment celles de son bureau d'études.
Georges Laederich a joué un rôle important dans la fondation du CEPEC, dès avant 1954. Il écrit ainsi à l'industriel Jacques Warnier en 1952 : « Quelques personnes m'ont demandé d'organiser un dîner pour rencontrer le général Maxime Weygand et pour discuter de l'idée (...) qui consiste en la constitution d'un centre de hautes études politiques et économiques ». Trois autres fondateurs du CEPEC y participent : Alfred Pose, Marcel Demonque et Gaston Moyse. Ainsi que d'autres patrons comme Warnier, Serge Scheer (ESSO SAF), François Lehideux, Roger Boutteville (vice-président de la Société alsacienne de constructions mécaniques dont Laederich est administrateur depuis 1952), le minotier Louis Vilgrain ou Jean Borotra.
Demonque et Masquelier sont membres du comité supérieur du Centre des hautes études américaines. Demonque et Laederich sont membres du comité de direction du Centre de recherches et d'études des chefs d'entreprises (CRC), lié au Conseil national du patronat français. Laederich est également vice-président du groupe français du Comité européen pour le progrès économique et social (CEPES), fondé en 1952 et présidé par François Lehideux. Baruzy et Demonque sont aussi membres du CEPES. Maurice de Waresquiel est responsable de l'agriculture au Centre des jeunes patrons. Baruzy préside le Comité national de l'organisation française ; il a pu y croiser en 1953 Demonque et Moyse.
Dès 1954, le général Maxime Weygand est président d'honneur du CEPEC, et le reste jusqu'à son décès en 1965. Le CEPEC lui demande de présenter l'amiral Gabriel Auphan à l'occasion de la conférence de ce dernier au bureau d'études le 16 décembre 1957. Le 17 juin 1964, à 98 ans, il prend la parole au 36e dîner d’information, organisé pour célébrer le dixième anniversaire du CEPEC, aux côtés de Laederich, Gillouin, Salleron, Boury, le général Jean Touzet du Vigier (vice-président du CEPEC depuis le début des années 1960) et l'avocat Jacques-Louis Bourdelle, autre récent vice-président de l'association. Un numéro spécial des Dossiers du CEPEC est consacré à Weygand à l’occasion de son décès en 1965.
Si certains fondateurs du CEPEC ne sont pas connus pour leur engagement avant 1954 (Demonque, Waresquiel, Boury), d'autres en revanche ont fait parler d'eux avant la Seconde Guerre mondiale, à droite sinon à l'extrême droite, comme Gillouin, ancien conseiller municipal parisien, ou Salleron, militant corporatiste et collaborateur de revues de la Jeune Droite. Certains ont été formés par l'Action française (Salleron, Masquelier). Firino-Martell a été président du conseil d’administration du quotidien bordelais La Liberté du Sud-Ouest, à partir de 1933. Un quotidien d’inspiration catholique, suspendu à la Libération, en août 1944. Il a en outre été vice-président de l'Union diocésaine des catholiques charentais et président de l'arrondissement de Cognac de cette association affiliée à la Fédération nationale catholique. D'autres ont été des militants « nationaux », tels Laederich (Fédération républicaine, Croix-de-Feu) ou Masquelier (Faisceau, Croix de Feu). Baruzy a été un militant corporatiste au sein des Jeunesses patriotes. « JP de la première heure », dès 1926, il a intégré sa commission ouvrière en 1933. Devenu son président en 1934, il la rebaptise Union corporative des travailleurs et producteurs de France (UCTPF). Laederich a fondé en 1937 et animé dans les Vosges une officine patronale anticommuniste, liée à d'autres officines semblables dans d'autres départements. Moyse aurait été membre du Parti populaire français (PPF) avant la guerre et sous l'Occupation. Comme Laederich, il a adhéré sous l'Occupation au Cercle européen, un lieu de sociabilité et de rencontre élitiste fréquenté par les milieux collaborationnistes et une partie des élites économiques et culturelles.
Pose est connu pour avoir mené avec sa Banque nationale pour le commerce et l'industrie une collaboration économique certaine avec les Allemands au début de l'Occupation, avant de rejoindre l'Afrique du Nord en 1942, où il est nommé délégué général à l’économie du haut-commissariat de Darlan, puis du général Giraud, pendant quelques semaines, fin 1942 et début 1943, et de participer aux complots qui ont amené à l'assassinat de l'amiral François Darlan.
Certains ont été pétainistes : Lamirand, ancien ministre de Vichy, Laederich, Gillouin, Salleron. Baruzy a été nommé en décembre 1941 conseiller municipal de Paris (du 10e arrondissement), alors que Gillouin n’était pas renouvelé à cette fonction, et devint secrétaire du conseil municipal en avril 1943. Il a aussi été désigné en 1941 membre du comité provisoire du Rassemblement pour la Révolution nationale, organisme concurrent de la Légion française des combattants, qui devait réfléchir à la mise en place d’un mouvement de masse visant à « assurer au nouveau régime ses assises et briser l’activité renaissante de certaines organisation [le PCF]», mais qui n’eut qu’une existence éphémère. Mais il a mené un double jeu. Il a été arrêté en août 1944 mais il s’est vu décerner la médaille de la résistance. Quant à Gaston Moyse, il est membre du comité directeur et trésorier de l'Association pour défendre la mémoire du maréchal Pétain (ADMP) depuis sa fondation en 1951. Dans ses Souvenirs, Maurice Bardèche souligne que Moyse est venu en aide aux épurés : il « était devenu la providence des prisonniers politiques qui sortaient de prison sans travail et qui trouvaient aussitôt un emploi chez lui » à la fin des années 1940. Moyse lui a aussi procuré un logement plus décent, dans un appartement de 4 pièces dans le quartier des halles appartenant à sa société, et le déménagement a été effectué par les ouvriers de son usine en 1949. Weygand est président d'honneur de l'ADMP.
Ces hommes sont catholiques pour la plupart. Ils ont pu militer dans des associations catholiques (Lamirand, Firino-Martell) et sont engagés parfois dans les débats internes au monde catholique (Salleron, Demonque, l’une des principales figures du patronat chrétien, Weygand). Trois sont protestants (Gillouin, Boury, tous deux fils de pasteurs, Laederich).
Enfin, les deux hommes qui s’occupent de l’intendance au CEPEC sont deux anciens de l'Action française et de l’Agence de presse Inter-France, Marc Pradelle, secrétaire général jusqu'en 1972 puis vice-président, ancien directeur de cette agence anticommuniste et collaborationniste, et Georges Vigne (alias Georges Dovime), ancien rédacteur en chef. Henry Coston fait du CEPEC la « résurgence » d'Inter-France et attribue sa fondation à ces « deux anciens de l’équipe » d’Inter-France que furent Laederich, qui contribua à son financement, et Pradelle, qui « créèrent le CEPEC dont ils confièrent la présidence à M. Alfred Pose ». L’intention de Coston est évidemment polémique. Pradelle, arrêté à la Libération puis mis en liberté provisoire en mars 1945, a milité sous un pseudonyme au Parti républicain de la liberté. Il a été condamné en 1949 par la deuxième chambre civique de Paris dans le procès d'Inter-France tandis que Vigne était mis hors de cause. Laederich, arrêté en 1945, a été condamné en 1946 à deux ans de prison.
Après la Seconde Guerre mondiale, Pose a publié en 1948 un essai intitulé Philosophie du pouvoir et s'est exprimé en 1953 aux Semaines sociales de Pau sur la question suivante : « souveraineté de l'État et ordre fédératif ». Il réaffirme la nécessité d’une révision constitutionnelle dans deux articles publiés par La Revue des deux mondes, en juillet 1951 et en février 1953. Depuis la faillite du régime parlementaire et les « sombres journées de 1940 », il se dit dans son essai à la recherche d’un système capable de « dégager l’élite qu’exige une action gouvernementale vraiment efficace ». Son  essai cite abondamment les idées de Renan, qui « tient le peuple pour radicalement incapable de choisir ». Pose considère que c’est l’élite qui doit gouverner le pays  - « seules les élites peuvent régénérer la démocratie défaillante, à condition de reconquérir le pouvoir dont le régime parlementaire les a privés » - et que la démocratie « en donnant la toute puissance au nombre créée la tyrannie de la foule, écrase la qualité, l’élimine ». Sans pour autant la rejeter complètement, à condition qu’elle « se donne un pouvoir capable de jouer pleinement son rôle ». Il souhaite donc comme Gillouin « un mélange d’aristocratie et de démocratie », et l’institution d’un « collège vénérable qui s’imposera au respect de tous tant par la qualité que la dignité de ses membres et qui en face du chef du gouvernement représentera les intérêts de la nation ». Une sorte de Chambre des pairs en quelque sorte, mais adaptée au XXe siècle et à la démocratie : à ce collège « incombera la tâche d’imposer au gouvernement et à l’assemblée populaire le respect de la liberté des individus ».
Pose a contribué au financement du parti du général de Gaulle, le Rassemblement du peuple français, en étant membre de  l’UPANG (Union privée pour l’aide à l’action nationale du général de Gaulle), une association discrète fondée fin 1949 et chargée de collecter des fonds auprès des élites. Selon le témoignage de Pierre Ordioni, Pose vit en de Gaulle dès 1942 « l’homme fort qu’il faut à la France », d’autant qu’il « est monarchiste ». En 1952, il a figuré avec l'étiquette du RPF pour une élection au Sénat dans les Basses-Pyrénées à la deuxième place sur une liste mêlant des indépendants et des gaullistes, menée par Jean Biatarana ; les gaullistes béarnais avaient souhaité le voir prendre la tête d'une liste RPF,.
Gillouin a été candidat lors des élections législatives de 1951 sur une liste « nationale d’action démocratique et sociale », dans la première circonscription du département de la Seine, dans le contexte de l’offensive électorale de la mouvance néo-vichyste, à l’initiative de l’avocat de Pétain, Jacques Isorni,.

#### Évolutions au sein du comité directeur
Les fondateurs du CEPEC font entrer au comité directeur trois personnalités entre 1955 et 1958 : en 1955 l’éditeur Yvon Chotard, futur animateur du Conseil national du patronat français, et le professeur à la faculté de droit de Paris Victor Berger-Vachon, un pied-noir, élu depuis 1951 de l'Assemblée algérienne, ancien du Parti social français (PSF), en novembre 1956 le célèbre colonel Rémy, à la fois gaulliste et maréchaliste, en tant que délégué général. Il n'occupe toutefois cette fonction qu'une année. Sa forte personnalité, ses convictions et plus encore son activisme ont effrayé les autres dirigeants. Un petit groupe a discuté durant des semaines pour tenter de mettre fin à ses fonctions en trouvant une solution discrète qui ne l'humilie pas ; les principaux dirigeants du CEPEC apparaissent être alors Pose et Laederich, et dans une moindre mesure Chotard, Salleron et Demonque, tandis que Pradelle est témoin de leurs discussions.
Tandis que Laederich succède à Pose, malade, François Lehideux, président-directeur général des Forges et ateliers de Commentry-Oissel, ancien ministre de Vichy, ancien président du comité français du Comité européen pour le progrès économique et social, entre au comité directeur en 1959. Il est rejoint par l'avocat (à Tulle et à Paris à partir de 1964) Jacques-Louis Bourdelle, directeur du périodique La Voix du Limousin lié au Centre national des indépendants et paysans et président de l'ACIP, l'agence de presse lancée par le CEPEC en 1960, puis Jean Experton, industriel à Rives (Isère), P-DG des Ets P. Experton-Revollier et président du CEPEC grenoblois, Henri Binaud, négociant en vins à Bordeaux et président du CEPEC du Sud-Ouest, le duc Joseph Pozzo di Borgo, actif en politique dans les années 1930 (ancien dirigeant des Croix-de-feu ; il a combattu le colonel François de La Rocque après 1936 et a été mêlé à l'affaire de la Cagoule) et le général Jean Touzet du Vigier.
Tandis que les noms de Demonque, Moyse et Chotard disparaissent de l'organigramme, que Firino-Martell (1962), Boury, trésorier du CEPEC (1965), et Pozzo di Borgo (1966) meurent, trois nouveaux vice-présidents apparaissent, en 1966 ou 1967 : Philippe d'Albert, duc de Luynes, Jean Borotra - qui fréquente le CEPEC depuis ses débuts - et Marcel Peyrouton ; les deux derniers étant aussi d'anciens ministres de Vichy.
François Lehideux prend la succession de Laederich après la mort de ce dernier en 1969. Tandis que Gillouin, âgé, meurt en 1971, entrent au comité directeur vers 1970 ou 1971 François de Clermont-Tonnerre, ancien vice-président de l'ACIP puis l'historien Jean de Viguerie, en 1973.

### De 1954 à 1958: pour une réforme de l'État
À l'origine, dans le contexte de la IVe République contestée pour son impuissance mais aussi de la guerre froide et de la lutte des colonies pour leur indépendance, le CEPEC « se propose de favoriser une recomposition des formes politiques françaises en éveillant l'attention des élites et en éclairant leur esprit sur les grands problèmes de la Cité ». Il n'a pas pour objet la défense d'intérêts catégoriels, il n'entend pas lutter contre le communisme « au sens épisodique et superficiel que revêt habituellement cette expression » et affirme se désintéresser « des querelles partisanes (élections) »,.
À ses débuts, les conférenciers sont les dirigeants de l'association. Ainsi, lors du premier dîner-débat du 17 novembre 1954 (« La France est-elle gouvernable »), Pose introduit la conférence de Salleron. Interviennent ensuite Gillouin, Alfred Fabre-Luce, Jules Artur, ancien commissaire en chef de la marine, corporatiste chrétien comme Salleron, et Max Richard, l'un des dirigeants de La Fédération. Salleron a été le rédacteur en chef du périodique de ce groupement fédéraliste jusqu'en 1954. Lors du deuxième débat de décembre 1954 (conférence de Gillouin) interviennent l'abbé Tanguy, secrétaire général des Prêtres anciens combattants (PAC), Jean Ebstein-Langevin, Baruzy et Serge Jeanneret, alors directeur de L'Educateur moderne, membre du Cercle Fustel de Coulanges.
Le troisième dîner, en janvier 1955, voit l'arrivée d'un conférencier spécialisé, Gabriel Dessus, pour un exposé sur « régionalisation et décentralisation industrielle ». Interviennent dans le débat M. de Waresquiel, les professeurs Georges Friedmann et Jean-Marcel Jeanneney, le syndicaliste catholique Jacques Tessier, futur président de la Confédération française des travailleurs chrétiens (CFTC) et futur conférencier en 1961, l'inspecteur des finances Guy de Carmoy, directeur du comité d’aménagement du Haut-Rhin, André Prothin, DG de l’aménagement du territoire au ministère de la reconstruction et du logement, son adjoint Pierre Randet, le géographe maurrassien Jean-François Gravier, conseiller technique au Commissariat général du plan, inséré dans les réseaux fréquentés par Salleron (La Fédération notamment; le thème de la conférence est l'un des thèmes favoris de cette association fédéraliste).
Le CEPEC appelle à une réforme de la constitution sous la IVe République et refuse l'indépendance de l'Algérie. Dès 1954, il plaide pour une réforme constitutionnelle – c’est le titre d’une conférence de Pose en avril. Des conférenciers comme Raymond Aron ou Bertrand de Jouvenel abordent la question de la réforme des institutions. Le CEPEC propose en 1956 un projet de réforme, présenté par Salleron lors du 10e dîner. Ce texte comprend dix articles et a pour  « point essentiel d’assurer la stabilité et la liberté d’action du gouvernement ». Il écarte et la voie parlementaire, et la voie présidentielle. Tandis que Gillouin propose l’institution d’une Cour suprême de justice, Salleron propose l’institution d’un président du conseil élu par le suffrage universel, 15 jours après l’élection des députés, afin de créer les conditions d’un bipartisme, « qui est la condition absolue de la survivance des institutions parlementaires ». Il choisirait librement ses ministres, nommés par le président de la République. Il serait élu à la majorité absolue au premier tour, ou à la majorité relative au second, ce qui permet de « pousser au regroupement majoritaire du pays ». Le président de la République, chef des armées, de la diplomatie et de la magistrature, nommerait et pourrait révoquer le garde des sceaux (art. 1) et pourrait prononcer la dissolution de l’Assemblée nationale, à la demande du président du conseil ou d’une majorité des députés (art. 10). L’élection des députés à l’Assemblée nationale aurait lieu au scrutin uninominal d’arrondissement à un seul tour (art. 9), scrutin le plus favorable à la formation d’une majorité, qui amène à la disparition des « petits partis parasites ». Ce projet permettrait « le renforcement de l’Exécutif, sans diminuer, mais au contraire en consolidant, le régime parlementaire ». Si le président de la République demeure le personnage suprême de la constitution, son rôle se limite à être un arbitre. Gillouin évoque le projet du CEPEC dans un article de l'hebdomadaire La Nation française.

Ce projet est discuté par plusieurs hommes politiques d'horizons divers : un député de gauche, le député des Vosges Maurice Poirot, exclu de la SFIO à la suite de son élection en 1956 et qui siège parmi les non-inscrits, un centriste, l’ancien ministre MRP Pierre Pflimlin, et futur président du conseil, trois « modérés » (droite), l’ancien député Joseph Denais, le député du Cher Raymond Boisdé et le marquis Olivier de Sesmaisons, député de Loire-Inférieure qui siège au groupe du CNIP, deux gaullistes, le journaliste Pierre-Louis Berthaud, conseiller de l’Union française, et surtout le sénateur Michel Debré. Les membres du comité directeur ne sont pas tous d'accord sur ce projet. L'historien Olivier Dard, dans sa biographie consacrée à Bertrand de Jouvenel, cite une lettre adressée à ce dernier, à la suite de sa publication en 1956 d’un article dans La France catholique. Il est invité à prendre position dans les discussions du CEPEC sur la réforme du régime. Cette lettre souligne des désaccords entre les animateurs du CEPEC sur la nature du régime politique qu’ils souhaitent: 

« Cher ami, comme suite à notre conversation téléphonique, j’ai fait une petite enquête et je puis vous confirmer que M. Pose incline vivement dans le sens du projet Salleron. Par contre, les autres membres du comité directeur, (…) ne sont pas d’accord. Vous pourriez donc, dans votre intervention, répéter ce que vous avez déjà écrit sur les risques  du système présidentiel dans un pays comme la France. »

 L'homme qui lui écrit est Pierre Longone, le secrétaire du « comte de Paris » (Henri d'Orléans), directeur du Bulletin du bureau politique du comte de Paris de 1947 à 1967. Des dirigeants du CEPEC connaissent le « comte de Paris » et sont en relation avec le bureau politique de ce dernier, soutenu par l'hebdomadaire La Nation française, auquel collaborent Gillouin et Salleron. Pose, impliqué dans le complot monarchiste qui souhaitait le retour du « comte de Paris » en 1942, connaît le prétendant. Il l’aurait rencontré par l’intermédiaire d’un cadre de la BNCI-Afrique, Pierre de Bérard, engagé par Pose en février 1941. Salleron a collaboré avant la guerre aux publications du « comte de Paris ». Puis, aux côtés de Bertrand de Jouvenel, de Thibon et de Michel de Saint-Pierre, au Courrier de la Mesnie, périodique ayant succédé à Ici France après 1947, au « royalisme décomplexé se réclamant d’une identité royaliste concrète plus que d’un lien intellectuel au maurrassisme ». Gillouin, de même, « a beaucoup connu le comte de Paris et en pense du bien », nota son ami le pasteur Marc Boegner dans son journal rédigé durant l’Occupation.
Le 21 janvier 1957, le CEPEC tient une journée d’hommage à son président d'honneur, le général Weygand, que le colonel Rémy organise au Cercle militaire,,. Weygand serait l’incarnation du Vichy résistant, prêt à reprendre la lutte contre l’occupant. C’est le sens du discours en l’honneur de Weygand tenu par le maréchal Alphonse Juin : il souligne en effet que Weygand consentit à « relever une épée (qu’il savait) d’ores et déjà brisée » en 1940 et que lui-même hérita en Afrique du Nord, en 1942, de ses « consignes admirables » et de « l’outil (qu’il avait forgé) en un an », tout aussi « admirable ». Le discours du maréchal n’était pas prévu ; c’est le colonel Rémy qui le poussa à prendre la parole contre son gré : « Me saisissant du micro, j’annonçai à la salle : « Monsieur le maréchal Juin ! » Une tempête d’applaudissements salua celui-ci tandis qu’il me lançait entre ses dents « Vous, vous me la copierez ! ». Et Rémy commente ainsi dans Dans l’ombre du maréchal : « Ce qui venait d’être dit, le maréchal Juin était seul à pouvoir le dire de façon autorisée, et il fallait que cela fût dit ».
Après le coup d'État du 13 mai 1958 à Alger, tous les dirigeants du CEPEC signent une déclaration de « confiance en l’armée » et de soutien à l’Algérie française.

### De 1958 à 1969: défense de l'Algérie française et des libertés

#### Le CEPEC et laVeRépublique
Le CEPEC s'est rallié au projet constitutionnel gaullien. Le premier à s’être publiquement prononcé en faveur du général de Gaulle fut Berger-Vachon. Il a signé avec dix de ses collègues de la Faculté de droit de Paris, le 20 mai 1958, un appel affirmant que le général de Gaulle, « qui reste le sauveur du pays en 1940 et demeure également l’auteur du rétablissement de la légalité républicaine en France (est) le seul capable, dans la conjoncture présente, de recréer l’union des Français de la métropole et d’outre-mer (…) et d’assurer ainsi le salut de la France et de la République ». Il défend ensuite l'action de l'armée en Algérie au moment du coup d'état du 13 mai 1958, l'arrivée au pouvoir du général de Gaulle, « prêt à sauver la France et la république » et le projet constitutionnel gaullien dans l'hebdomadaire Carrefour. Salleron, autre collaborateur de Carrefour, pose le problème ainsi, quelque temps avant le référendum, alors qu’il ne connaît que l’avant-projet soumis au Comité consultatif constitutionnel: 

« Les Français sont unanimes pour demander l’autorité et la stabilité gouvernementale. Ils se rendent parfaitement compte que la France ne saurait exister sans cela. (…) Mais les Français veulent en même temps qu’autorité et stabilité ne deviennent pas dictature. Ils tiennent aux libertés fondamentales. »

 Il juge que l’avant-projet « répond bien dans son ensemble à l’attente des Français », estimant qu’il « donne lustre et prestige à la présidence de la République, fortifie le Gouvernement et replace le Parlement dans sa fonction principale d’organe législatif » et qu’il « constitue le système le plus démocratique du monde, aussi éloigné que possible de la dictature et de ses menaces ». Jugeant aussi, quatre ans avant la réforme de 1962, que « les partisans de l’élection directe du président du conseil font peser sur la  république et la démocratie une menace beaucoup plus grande que le général de Gaulle ». Et donc, il convient « d’admirer la loyauté et le courage du général », d’autant qu’il « n’y a que lui pour rendre « possible » de la manière qu’il fait le « nécessaire d’un Exécutif fort ».
Après dix mois d'interruption à la suite du passage de la IVe République à la Ve, le CEPEC, désormais présidé par Laederich, reprend ses dîners en février 1959, avec une conférence de Berger-Vachon. Le CEPEC a cependant maintenu ses exposés donnés pour son comité d'études. Salleron a ainsi donné un exposé en novembre 1958, en présence du général Weygand, sur « la politique et l'armée », au cours duquel il a rendu hommage à ce qu'a fait l'armée depuis le coup d'État du 13 mai 1958. Berger-Vachon commente favorablement la nouvelle constitution lors de sa conférence bordelaise quelques semaines plus tard devant le CEPEC du Sud-Ouest, estimant que « l'État est donc en possession de moyens puissants pour faire face à des situations exceptionnelles comme en Algérie ». Il évoque une « France trahie par une intelligentsia habile, brillante et vaine », qui doit gagner en Algérie.
Le retour au pouvoir du général de Gaulle a conduit certains membres ou sympathisants du CEPEC à se retirer. Louis-Georges Planes reconnaît que le CEPEC obtient « plus malaisément l’audience du public auquel nous étions accoutumés à nous adresser ». Certains sont désormais satisfaits car l’autorité de l’État a été restaurée grâce à de Gaulle ; ils estiment donc que le CEPEC a perdu sa raison d’être. Laederich le signala en 1959 : « Quelques personnes nous ont écrit pour nous dire qu’après le 13 mai, le CEPEC n’avait plus de raison d’exister car tout était arrangé » et « que notre rôle était terminé ». D’où l’exhortation de Georges Lamirand, à Bordeaux, en janvier 1960, qui souligne que le « rôle du CEPEC n’est pas terminé car plus un pouvoir est fort, plus il doit être éclairé. L’intérêt que doivent porter les élites à la vie publique, aux affaires de l’État, est aussi nécessaire maintenant qu’avant le 13 mai ». D’autres au contraire se réfugient dans « un attentisme hargneux et découragé », déçus par la politique gaullienne, dans le contexte de la marche à l’indépendance de l’Algérie notamment.
Lors du 21e diner de juin 1960, Salleron, conférencier, s'interroge sur la nature et l'avenir du nouveau régime politique fondé par de Gaulle et souligne les violations de la constitution par ce dernier et qu'« un fait domine tout : le fait que le président de la République est actuellement le chef du gouvernement français », contrairement à ce que stipule la constitution. Trois parlementaires participent aux débats : Pierre Marcilhacy, sénateur de la Charente réélu en 1959 en tant que candidat indépendant, partisan de contre-pouvoirs face au pouvoir du président de la République et futur candidat aux présidentielles de 1965 contre de Gaulle, André Mignot, député-maire de Versailles, ancien gaulliste passé à l’opposition à la politique gaullienne, à la suite notamment de la guerre d’Algérie, et le sénateur du Doubs Marcel Prélot. Le profil de ce dernier est assez atypique au CEPEC : c’est un démocrate-chrétien rallié au gaullisme depuis 1947, ancien du PDP, résistant démocrate-chrétien, ancien député RPF. Y participent aussi Berger-Vachon, Gillouin, l'industriel Jacques Bassot, président de La Fédération, et Pierre Boutang, directeur de La Nation française (Salleron et Gillouin collaborent à ce périodique royaliste), qui affirme : « Il faut en venir à la monarchie en France, en avoir le courage une fois pour toutes. (…) La monarchie, tout simplement, le roi et les libertés ».

#### La guerre d'Algérie
Le CEPEC critique la politique algérienne du général de Gaulle, par attachement à l'Algérie française et du fait du solide anticommunisme de ses animateurs, hantés par la crainte de la « subversion » communiste et marxiste, dans le contexte international de la guerre froide.
En avril 1959, le CEPEC invite comme conférencier Georges Sauge, pour le 18e dîner-débat consacré à « L’armée face à la guerre psychologique ». Sauge est alors un militant de l'extrême droite « nationale-catholique » ; il a fondé en 1956 le Centre d’études supérieures de psychologie sociale (CESPS), une officine qui s’est spécialisée dans la diffusion des lieux communs anticommunistes de la « guerre révolutionnaire » et de son pendant « l’action psychologique ». Il est alors convaincu que le communisme suit une stratégie pour « désagréger l’Occident ». Des thèses qui ont séduit certains officiers d'active, dans le contexte de la défaite en Indochine et dans celui de la guerre d’Algérie. Sauge est proche de la revue catholique anticommuniste Itinéraires, dont l'un des principaux animateurs du CEPEC, Louis Salleron, est l'un des piliers. Sa conférence au CEPEC s’achève par ses mots : « Dieu, Roi des Rois et seigneur des Seigneurs, sauvera l’humanité ». Dans son discours liminaire, Laederich cite une lettre de Sauge datée du 11 juin 1958, à propos du 13 mai 1958 : « Ces jours qui ébranlèrent Alger peuvent amorcer un mouvement que l’histoire retiendra comme une signification providentielle en faveur des Francs et de leur mission civilisatrice au service de Dieu ». Et Laederich se félicite de son combat mené « drapeau déployé », célébrant la « fougue du combat qu’il mène avec une telle lucidité contre le mensonge de l’idéal matérialiste et contre l’indifférence de chrétiens devant le fléau qui menace notre civilisation »,. Pour cette conférence, le CEPEC et Sauge accueillirent des officiers généraux et supérieurs, d’active et de réserve : le général Edmond Jouhaud, chef d’état-major de l’Armée de l’Air, qui fera partie du « quarteron de généraux en retraite » responsable du putsch d’Alger en 1961 et sera l’un des chefs nominaux de l’OAS, le général d'armée Clément Blanc, ancien chef d’état-major de l’armée de terre, en retraite depuis octobre 1958, le général de corps d'armée aérienne René Frandon, le général d'armée aérienne Lionel-Max Chassin, en congé définitif depuis 1958, le général de division aérienne Pierre Faure, en disponibilité depuis janvier 1959, le général Tony Albord (du cadre de réserve), deux généraux anciens du Comité Défense de la France - Georges Barré (à la retraite depuis 1945) et Jean Touzet du Vigier, du cadre de réserve, alors déjà proche du CEPEC, le général de division André Dufourt (mis en disponibilité en janvier 1958), le général du cadre de réserve Dominique Renucci, député d'Alger depuis novembre 1958, le général Maurice Tabouis, ancien chef du service d'action psychologique à Alger en 1956, le général du cadre de réserve Hanoteau, les amiraux Jean Antras (du cadre de réserve depuis 1955), délégué général de l'Association centrale des officiers de réserve de l'armée de l'air et Jacques Moreau, un « ami du CEPEC », le contrôleur général Jean Lachenaud, conseiller d’État, président de la Saint-Cyrienne (1950-60), les colonels de Nadaillac, chef du 5e bureau de l'armée de terre depuis septembre 1958, Charles Lacheroy - un des principaux théoriciens de la guerre révolutionnaire et de l'action psychologique -, de Cossé-Brissac, etc. Le général Weygand ne put assister à la conférence, mais il tint à adresser un courrier pour dire son « regret particulièrement vif, d’abord en raison (du fait) que doit y traiter avec sa connaissance approfondie du sujet, M. Sauge (…) et  (du fait de) la présence (…) en nombre important d’officiers généraux en activité de service et d’officiers d’autres grades qui sont en prise avec ce problème »,. La conférence a été reproduite par La Saint-Cyrienne, le bulletin Rhin-Danube, La Vie militaire et Béret rouge, le bulletin de liaison de la brigade des parachutistes d'outre-mer. Des revues au public restreint, mais cela a permis d’alimenter « le courant d’idée [l’anticommunisme « intégriste »] auquel s’est abreuvé l’activisme militaire ».

La conférence de Sauge fut l’occasion pour Laederich de mettre en avant son association et de flatter ces officiers : il affirme dans son discours d’introduction que « parmi les premiers, le CEPEC avait compris dès avant le 13 mai ce que l’Armée (…) pouvait représenter pour un redressement de la France ». Le message de Sauge est simple, sinon simpliste : « L’humanité, le monde, les hommes sont minés par un phénomène extraordinaire de subversion internationale », celle menée par le « communisme international » : 

« J’affirme en m’appuyant sur les théories marxistes-léninistes et sur les faits que le communisme, lui, se déclare à tout moment et dans tous les domaines en guerre contre nous, et que cette guerre est menée sur le plan international d’une façon logique, stratégique, humaine, par une minorité agissante. »

 Sauge souligne qu’il convient « d’étudier le communisme jusque dans ses détails pour s’en prémunir », « d’étudier ses méthodes pour ne pas les employer ». Il en conclut que l’armée, « qui a pris de l’avance sur les politiciens et les diplomates », et qui a eu le « courage et la clairvoyance d’envisager cette stratégie » doit être à son tour une « minorité agissante face à la minorité agissante de l’Appareil international » communiste, qu’elle se doit de « continuer de remplir son rôle de suppléance », qui plus tard « sera rempli par un pouvoir civil en accord avec l’armée ». À l'issue de la conférence de Sauge, le débat est mené par Louis Salleron ; y participent les généraux Chassin et Faure, le lieutenant-colonel Chandessais, le colonel Rémy, autre vice-président du CEPEC, et le royaliste Pierre Debray, collaborateur d'Aspects de la France et directeur de L'Ordre français. Chassin, général activiste proche de la Cité catholique de Jean Ousset, y affirme qu'il convient « d'abord d'évangéliser nos propres troupes », évoquant un stage d'instruction civique et politique pendant les trois premiers mois du service militaire, ce qu'il a déjà préconisé auparavant, mais reconnaissant qu'il n'est pas possible légalement. Le général Faure estime lui que l'armée est déjà « chargée de tâches écrasantes » et que c'est à l'État de se charger de la lutte contre le communisme, en agissant sur la jeunesse. Ce à quoi Sauge rétorque que seule l'armée peut le faire dans l'immédiat.
Laederich écrit en février 1960 une lettre ouverte au Premier ministre Georges Pompidou, en faveur de l'Algérie française et pour une « refonte constitutionnelle (...) inspirée des principes fédéralistes de décentralisation et de régionalisme ». Laederich, Chotard et Berger-Vachon participent au premier colloque de Vincennes de juin 1960, organisé par Jacques Soustelle et Georges Bidault, pour affirmer qu’à « un moment où l’intégrité du territoire national est plus menacée qu’elle ne l’a jamais été, l’Algérie est une terre de souveraineté française et qu’elle doit demeurer partie intégrante de la République ». Le CEPEC a publié des articles favorables à l'Algérie française de membres du Comité de Vincennes comme André Malterre, syndicaliste, et Jean Chardonnet, géographe. Salleron, Gillouin, Berger-Vachon et le colonel Rémy figurent parmi les signataires du « manifeste des intellectuels français pour la résistance à l'abandon » d’octobre 1960, qui s’oppose au Manifeste des 121 et dénonce les « professeurs de trahison ».
Laederich souligne cependant en 1964, à l’occasion du dixième anniversaire du CEPEC, le refus de rejoindre le combat des « ultras » qui par exemple soutinrent l'Organisation de l'armée secrète (OAS). Ce qui lui a fait perdre une partie de son public : « Nul doute que cela ne nous ait valu temporairement quelques pertes d’amitiés chères, quelques défections ».
Après les accords d'Évian de 1962, Laederich, Salleron et le colonel Rémy cosignent un courrier du CEPEC adressé aux parlementaires qui « les (prie) de proposer que soit réservé au moins la possibilité d’un choix aux harkis ». Après la guerre d'Algérie, le CEPEC préconise l'amnistie. Plusieurs de ses dirigeants appuient notamment les efforts du colonel Rémy en ce sens ; on les trouve parmi les membres du comité de patronage du pèlerinage organisé par Rémy le 29 septembre 1963 à Chartres.

#### Critique des autres politiques gaulliennes
Le CEPEC critique les politiques du général de Gaulle : sa politique étrangère, avec les conférences de Marc Lauriol en 1964 et 1965, sa politique européenne, avec la conférence en 1966 de Robert Lemaignen, ancien commissaire de la CEE,, la force de frappe nucléaire, avec la conférence de Pierre Sudreau en 1967. L'étatisme est combattu au nom des libertés. Comme l’exprime Laederich en 1964, le CEPEC refuse « l’accentuation de la centralisation technocratique et du pouvoir personnel » ainsi que « l’accentuation de la pression du pouvoir sur le citoyen, même au travers de mesures policières qui nous heurtent et nous inquiètent », « la prise en main de la pensée du citoyen par la radio et la télévision d’État ». Le CEPEC fustige « la technocratie, le matérialisme, un certain totalitarisme montant », une « socialisation de plus en plus accentuée, se prolongeant dans un néo-marxisme diffus » et défend selon Gillouin « un néo-libéralisme social ». D'où les conférences de Pierre de Calan, auteur en 1963 de l'essai Renaissance des libertés économiques et sociales, René Norguet, Arnaud de Vogüé (conférence sur la liberté d'entreprendre) ou François Bilger (conférence consacrée à la pensée économique libérale dans l'Allemagne contemporaine, à laquelle prend part l'économiste libéral Daniel Villey qui y fustige la planification à la française et vante l'économie de marché).
Avec Salleron, le CEPEC milite pour une réforme de la propriété. « On sapera les causes de la Révolution en assurant intelligemment une fluidité croissante des hommes et des biens, c’est-à-dire la promotion des meilleurs dans les classes qui se sentent frustrées, et une accession plus aisée à la propriété au bénéfice de ceux qui sont privés de la part légitime qui doit leur revenir », déclare Salleron en 1959. Salleron préconise en effet la « diffusion de la propriété » depuis les lendemains de la guerre. Laederich rappelle lors du 37e dîner de décembre 1964 qu'un « lien étroit existe entre la propriété et la liberté. Défendre la propriété, c'est défendre la liberté. Là où il n'y a plus de propriété, il n'y a plus de liberté. C'est la marque première des régimes totalitaires. La propriété a donc une signification politique ». Il recommande la lecture de Diffuser la propriété, de Salleron. Reconnaissant que « dans une économie en expansion, la course est impossible entre l'enrichissement par la voie du capital et l'enrichissement par la voie du salaire », Laederich affirme qu'il est « indispensable de donner aux salariés une part de propriété sur les investissements que se font chaque année, ou tout au moins de leur permettre d'y participer ». Pour éviter le communisme et les nationalisations, il convient « d'ouvrir de plus en plus la propriété capitaliste aux salariés ».
D'où les réflexions du CEPEC sur la question de l'intéressement des salariés, un thème popularisé par des discours du général de Gaulle, un décret de 1959 sur la participation, l'amendement Vallon et par les ordonnances de 1967. Le 23e dîner d’avril 1961 est consacré à « l’association capital-travail ». Des partisans résolus de l’intéressement et de la participation sont invités (Bernard Jousset, animateur du patronat chrétien, président d’une société ouvrière de prévoyance et d’épargne et militant de l’intéressement, Robert Foucault, gérant du groupement d’application du système pour l’intéressement du personnel, Pierre Felec, secrétaire général de la Fédération des transports FO et Guy Berthault, des Ets Viniprix). D'où aussi les conférences du banquier Rémy Schlumberger (1964, sur « l'accession généralisée du public à la propriété des grandes entreprises » et 1967), et celle de Bernard Mallet en 1966, sur l'accession des salariés au capital des entreprises.
En 1967, Michel de Chalendar, dans sa conférence, s'oppose à la politique des grands ensembles, qui n’est « pas la solution adéquate aux exigences du développement urbain ». Laederich reprend les réflexions de Salleron dans son intervention liminaire. Puisque, comme il l’affirme, « une des idées-force du CEPEC est la diffusion de la propriété sous toutes ses formes et entre des mains chaque jour plus nombreuses », le CEPEC préconise aussi bien la « propriété d’un portefeuille (mobilier) permettant une participation à l’ensemble de l’économie du pays et à son expansion » que la « propriété de l’habitat et de son équipement ». L’influence du modèle américain renforce ses convictions : « Quand on revient des États-Unis, comme c’est mon cas, on est frappé, à deux ou trois ans d’intervalle, de constater les transformations », qu’il oppose aux « fausses solutions » pratiquées dans la France gaullienne, celle des grands ensembles. Il n’est question évidemment que de la maison individuelle, et de son jardin. Le CEPEC s’inscrit dans les débats entre partisans d’un habitat collectif et d’un habitat personnel en faveur de ce dernier, sans surprise. Il se situe dans la tradition des catholiques sociaux, des réflexions de Le Play, et des patrons paternalistes du XIXe siècle,.
Le CEPEC s'intéresse aussi à l'éducation : conférences de Michel de Saint-Pierre en 1964 (qui aurait attiré près de 600 convives), du recteur Jean Capelle en 1967, d'Achille Dauphin-Meunier en 1969, le fondateur et doyen d'une nouvelle faculté née en réaction à mai 68 et à la fin des facultés profanes de l'Institut catholique, la Faculté libre autonome et cogérée d'économie et de droit  (FACO),. Interviennent dans les débats en 1969 Gaston Morancé, président du conseil d'administration de la FACO, Gabriel Jasserand, président du conseil supérieur de la FACO et administrateur de Paridoc, et délégué général aux relations extérieures de cette centrale d'achats, et Aimé Aubert, président de l'Association des parents d'élèves pour la promotion de l'enseignement supérieur libre (APPESL). Sont présents à ce dîner qui aurait rassemblé 425 convives, des patrons membres du conseil supérieur de la FACO comme Henri Fayol, président très libéral du CNOF, ou Ambroise Roux, vice-président du Conseil national du patronat français, « de nombreux parlementaires, sénateurs ou députés », Edmond Giscard d'Estaing, de l'Institut, le professeur de philosophie René Poirier, de l'Institut, Renardet, rédacteur en chef de Famille éducatrice, Mgr Jean Rodhain, ainsi que des catholiques traditionalistes comme l'amiral Auphan, qui deux ans plus tôt a présidé un meeting traditionaliste à la Mutualité, auquel a participé Louis Salleron et qui combat les réformes issues de Vatican II, Alain de Lacoste-Lareymondie, Jérôme Lejeune, l'abbé Louis Coache. Ont posé des questions des étudiants, Robert Castille, et des assistants et maîtres assistants de la Sorbonne : François Natter, membre du bureau national du syndicat autonome des facultés des lettres, conférencier du CEPEC deux ans plus tard, ses amis Claude Polin et Claude Rousseau, Musy et Lefebvre.
En 1966, Paul Sérant, frère de Salleron, est invité à présenter « le réveil ethnique des provinces de France », à discourir sur le fédéralisme en France. Sa conférence est présentée par François de Clermont-Tonnerre. Interviennent Jacques Jira, rédacteur en chef du périodique de La Fédération Le XXe siècle fédéraliste et secrétaire de rédaction de l'ACIP, l'avocat Jean-Marc Varaut, président du Club Réalités nouvelles, Jean Borotra, l'abbé Pierre-Louis Guinchard, des Cadets de la mer, l'abbé Pernot, animateur d'Omnes fratres, l'historien Émile Coornaert, de l'Institut, Henri Rogé, président du comité de France de l'ethnie française, le Belge Charles Becquet, auteur en 1963 de L'ethnie française d'Europe (NEL) et fondateur de l'Association européenne de l'ethnie française (dont Rogé est vice-président), etc..

#### Défense de l'Occident chrétien et anticommunisme
En 1964, Laederich proclame que le CEPEC a toujours voulu « se situer au-dessus des partis et des tendances ». « Ou, plus exactement, ajoute-t-il dans une envolée gaullienne, le CEPEC était par vocation destiné à ne prendre qu’un parti : celui de la France ». En 1960, pour introduire la conférence de Gustave Thibon, il souligne que « la défense de la France s’identifie à la défense de l’Occident et qu’ainsi la France est le dernier bastion de la civilisation chrétienne ». Il engage alors « ses amis à mener le seul vrai combat, le seul combat qui paraisse essentiel, le combat pour la civilisation chrétienne, au travers du combat pour la France ». Et pour introduire la conférence de l'intellectuel catholique belge Marcel de Corte de 1966, il cite Henri Massis, pour qui il s’agit d’abord de « retrouver Dieu, retrouver la force vivicatrice du christianisme dans l’ordre temporel ».
En 1966, Laederich et le colonel Rémy figurent au comité de patronage du Comité franco-hongrois pour la célébration de l'insurrection de Budapest de 1956, qui organise une réunion commémorative à la Mutualité en 1966. Deux ans plus tard, le CEPEC apporte son soutien comme d'autres associations au Front uni de soutien au Sud-Vietnam, lancé en janvier 1968 par Roger Holeindre.

### De 1969 aux années 1970: contre la«subversion marxiste»
Sous la présidence de François Lehideux, le CEPEC poursuit ses réflexions sur l'éducation, avec des conférenciers vent debout contre la « subversion marxiste », au lendemain de mai 68 : François Natter (1971), André Piettre (1973), Jean Chardonnet (1975). La nouveauté consiste en une conférence sur l'écologie en 1971, avec Édouard Bonnefous et François de Clermont-Tonnerre. Le dîner de 1971 est aussi consacré à l’Institut de la vie. Clermont-Tonnerre, catholique pratiquant, est le cofondateur en octobre 1960 et le secrétaire général de l’Institut de la vie, créé dans le contexte de réflexions sur la bombe atomique, qui avive les craintes du mauvais usage des découvertes scientifiques.
Le CEPEC s'étiole à partir de la deuxième moitié des années 1970, puis disparaît. Le dernier dîner-débat ayant donné lieu à une publication, le 70e, a lieu le 2 mars 1977, avec une conférence d'Alfred Sauvy à propos de l’inflation et du chômage. Elle a été publiée en 1978, dans le numéro 49 des Cahiers du CEPEC. Le dernier numéro des Dossiers du CEPEC, le no 24, est publié en 1977. Il relate une conférence de Youri Bruno consacrée au « NTS (Narodno troudovoi soiouz) dans la lutte contre le totalitarisme soviétique » ; le NTS désignant une organisation de combat anticommuniste composée de Russes blancs, l’Union solidariste du travail, fondée à Belgrade en 1930.
Après l'extinction du CEPEC, on retrouve certains de ses dirigeants à la présidence de l'Association pour défendre la mémoire du maréchal Pétain (ADMP) : Borotra, qui succède à l'amiral Auphan, de 1976 à 1980, Lamirand, de 1980 à 1984, et Lehideux de 1984 à son décès en 1998.

### Le civisme du CEPEC
Par son appellation même, Centre d’études politiques et civiques, le CEPEC insiste sur l’importance du civisme. Par esprit civique, il faut entendre selon Louis Salleron, « une vertu de dévouement à la Cité » : c’est « l’attitude du citoyen qui entend assumer l’ensemble des obligations qu’il a à l’égard de la cité », c’est un devoir, une obligation. Pour Salleron, « le champ du civisme va des communautés sociales les plus proches à la communauté nationale » et il prône « l’initiative et la prise de responsabilité à l’échelon du prochain », d’ordre « municipal et professionnel » d’abord : mener « une action qui consiste à s’occuper d’une association utile » par une adhésion, une cotisation, une participation à ses réunions, ou, mieux encore, en y prenant des responsabilités, et, pour les patrons, mener « une action sociale » dans l’entreprise. Il fait observer que le civisme tel qu’il le définit « est en corrélation inverse de l’étatisme » : « Plus en effet le citoyen s’occupe lui-même de ses propres affaires, moins l’État est appelé à s’en occuper ». Ce qui contribue à « enrayer l’étatisme » et, en même temps, à « renforcer l’État dans son action propre et dans son autorité ». Cet appel au civisme est avant tout destiné aux élites, et d’abord aux chefs d’entreprises. Évidemment, les fondements philosophiques du civisme défini par Salleron s’opposent au civisme « de 1789 ou de 1793 », le civisme « des droits du citoyen, lesquels se confondent avec les droits de l’homme, lesquels, à leur tour, se confondent avec les droits de l’homme révolutionnaire ». La tradition dans laquelle il se situe est claire et il le rappelle lui-même : « On peut se moquer de la littérature contre-révolutionnaire qui, de Joseph de Maistre à Charles Maurras, a rappelé ces vérités élémentaires ». Georges Laederich, dans une conférence donnée en 1960 à l'intention de patrons et intitulée « le chef d'entreprise et l'esprit civique », a également dénoncé le civisme de 1789, accusé d'être un civisme des droits du citoyen : « Quand la Révolution proclame les droits de l'homme et du citoyen, elle commet l'erreur mortelle dont nous n'avons pas fini de subir les inconvénients, car ce qu'elle aurait dû définir, c'étaient les droits de l'homme et les obligations du citoyen ». Citant ces paroles, l'historien Gilles Manceron souligne qu'elles s'inscrivent dans un « courant conservateur hostile à la démocratie » qui a intégré le terme de civisme dans son vocabulaire, avant 1914, dans l'entre-deux-guerres, au temps de Vichy et encore après 1945.
On retrouve aussi le libéralisme social et les idées forces du patronat inspiré par le christianisme social, qu’Henri Weber a synthétisées dans son ouvrage consacré au CNPF. Des principes « qui se sont incarnés des années 1920 aux années 1940 dans le paternalisme au niveau de l’entreprise et dans l’idéal corporatiste et communautaire au niveau de la société ». Il s’agit de la notion de « responsabilité », qui « postule que toute position éminente confère des droits et des prérogatives, mais aussi des devoirs et des responsabilités ». Du principe de « subsidiarité » : « les décisions doivent être prises au plus près des intéressés et par leurs représentants, et le moins possible par l’État ». Du principe du « bien commun », distinct de la somme des intérêts individuels.
Gillouin exhorte les industriels en 1954 à s’engager dans une « véritable action politique », pour « remédier à l’éclipse à peu près totale de la haute pensée politique et la fuite chronique des élites devant (…) leurs responsabilités » : « Vous avez à réparer une faute qui n’est pas la vôtre, mais dont vous ne pouvez cependant vous désolidariser parce qu’elle fut celle de vos ancêtres ». C’est-à-dire « la carence de la bourgeoise victorieuse de 1789 qui n’a pas été à la hauteur de sa victoire » car « elle ne s’est pas souciée de devenir la classe dirigeante ». Pierre Baruzy tint le même discours, sur un mode plus vindicatif. Il fustige en effet « l’égoïsme et l’inertie des élites », et d’abord les élites du monde économique : « Un trop grand nombre d’entre (elles) ont pris la fâcheuse habitude de ne se soucier que de l’intérêt immédiat de leurs affaires ». Or les patrons, du fait qu’ils sont « producteurs de richesses » et qu’ils « sont centres de rayonnement dans leurs affaires, leur profession, leur région », doivent s’engager dans « une large action civique, coordonnée, clairvoyante et généreuse, action devant être soutenue par leurs sacrifices personnels de temps et d’argent ». Elles ne doivent plus se contenter des vieilles méthodes « héritées de leurs pères » et qui « ont fait leur temps », celles qui consistaient « à « influencer » les hommes en place ». Ces affirmations reviennent souvent dans les conférences et les déclarations du CEPEC, jusque dans les années 1970 ; Lehideux présentera les animateurs du CEPEC comme des « hommes nantis de l’autorité de la compétence et de l’expérience, et animés par le seul souci du bien commun.
Ces discours visent certes à flatter l’auditoire constitué en majorité de cadres et de patrons. Ils s’inscrivent dans la critique des mœurs parlementaires et du « régime des partis » de la IVe République. Mais ils révèlent aussi une culture politique plus ancienne, qui plonge ses racines dans « l’esprit combattant » de l’entre-deux-guerres et dans la culture politique libérale et conservatrice. Ils participent aussi du mouvement étudié par la politiste Delphine Dulong, celui des hauts-fonctionnaires de la planification et celui du patronat lié au Centre de recherches et d'études des chefs d'entreprises (CRC) - Demonque et Laederich en sont membres-  et au Centre des jeunes patrons (CJP). Les animateurs du CEPEC, qu’elle ne cite pas, participent de cet esprit qui se réclame de la compétence au détriment de la représentativité politique, qui valorise l’exécutif au détriment du législatif. Compétence dont ils se prévalent et au nom de laquelle ils revendiquent une capacité de représentation et d’intervention pour la définition du bien commun de la Cité.
Gillouin est conscient que le peuple français repoussera aussi bien « une oligarchie de l’argent » qu’un « état-major de technocrates », et « il n’aura pas tort car en politique, les experts ne font guère que des impairs ». Lui veut former une « élite capacitaire », ce qu’il appelle « une aristarchie », une élite politique qui est à créer. Il ne s’agit pas de confier le pouvoir à « la réunion d’hommes distingués ou éminents dans les branches de la production ou du savoir » mais d’éduquer les élites, de les persuader de s’engager, d’œuvrer pour le bien de la Cité. La solution ne réside pas dans l’usage de la force selon Pose, mais dans « une pression du corps électoral », ce qui suppose une « prise de conscience des cadres du pays de leurs devoirs, pour qu’ils les acceptent et agissent en conséquence ».
Ces déclarations ambiguës illustrent les apories du civisme tel qu’il est défini par le CEPEC et expliquent les limites de son action et de son influence politique. Se contenter d’informer et de former les élites économiques tout en critiquant les dirigeants politiques, cela peut empêcher de peser sur les événements, sur les décisions, sur les débats parlementaires. La capacité à infléchir les positions des politiques s’en trouve de ce fait très limitée. En tout cas, Laederich a conscience dans les années 1960 que le pouvoir appartient solidement au général de Gaulle et à ses technocrates. S’il déclare encore en 1964 : « Nous sommes le seul groupe d’hommes dans le pays à avoir de lourdes responsabilités à la fois économiques, sociales et morales (…) et à être habitués à les assumer », il n’est plus question de revendiquer une part dans la gestion des affaires publiques, mais seulement une « bonne politique » : « Nous avons peu à peu pris conscience que l’aboutissement heureux de nos efforts n’était concevable que si, parallèlement, la gestion politique était bonne ».

## Moyens d'action

### Dîners-conférences et périodiques
Le CEPEC donne des dîners-conférences, à destination des élites, à Paris dans les salons de l'hôtel Lutetia. Les sept premiers dîners-débats, en 1954-1955, ont réuni successivement 133, 137, 140, 154, 242, 213 et 302 convives, dont 15 % d'étudiants et 20 % de membres des centres locaux de l'association. 300 adhésions ont été recueillies. Ces dîners sont organisés par Marc Pradelle.
Le CEPEC se dote d'une direction des études, dirigée par Salleron jusqu'en octobre 1955, puis d'un cercle d'études, qui présente ses travaux sous forme de rencontres avec ses adhérents ou invités et donne aussi la parole à des conférenciers. Lors de la deuxième séance de ce bureau d'études, le 16 décembre 1957, l'exposé de l'amiral Gabriel Auphan, introduit par le général Weygand (deux amis de Salleron), est suivi par des interventions de Gillouin, Masquelier, Lehideux, Bernard d'Halluin, président de l'Union des industries textiles et membre du bureau du CNPF, et Christian Boullez, docteur en droit. Salleron a donné douze exposés à ce bureau d'études entre novembre 1957 et décembre 1961. Pour son 5e exposé, en mars 1958, il étudie la pensée du prêtre jésuite Pierre Teilhard de Chardin, qu'il critique. Participent aux débats à l'issue de la conférence son frère Paul Sérant et Bernard Mallet, futurs conférenciers du CEPEC, Jean Mersch, fondateur du Centre des jeunes patrons, Boris Souvarine, Jean Experton, Pierre Masquelier, vice-président du CEPEC, etc..
Certaines de ces conférences sont publiées dans deux brochures à la parution irrégulière, les Cahiers du CEPEC à partir de 1954 (publication de l’introduction, de l’exposé du conférencier, de la conclusion, et parfois de certaines interventions de participants, ainsi que les réponses du conférencier) et les Dossiers du CEPEC (travaux du bureau d'études), à partir de 1957. Le deuxième numéro des Cahiers du CEPEC publie une conférence de Salleron donnée en octobre 1954 au Centre des jeunes patrons sur « la politique dans la formation patronale ». D'avril 1956 à avril 1959 paraissent en outre 18 numéros du Courrier du CEPEC qui présentent notamment la vie interne de l'association. Louis Salleron a publié une partie de ses conférences données au bureau d'études du CEPEC dans un livre paru en 1963 sous le titre La France est-elle gouvernable ? Propos politiques et civiques, aux éditions L'Esprit nouveau.
Ces dîners-conférences ont été discrets mais la presse parisienne a pu en donner des échos. Ainsi le quotidien parisien Combat en évoque plus ou moins brièvement certains. Le Monde en évoque aussi quelques-uns, à partir de 1965. Des journaux de province liés au CEPEC et à l'ACIP rendent compte de certains dîners également.

#### Convives des dîners
Le déjeuner organisé en 1957 pour la journée d'hommage au général Maxime Weygand révèle les personnalités susceptibles de participer aux dîners-conférences du CEPEC,. À la table d'honneur, outre Weygand et sa famille, on trouve des membres du comité directeur du CEPEC (Pose, Laederich, Salleron, Gillouin, le colonel Rémy, Baruzy), le général Henri Zeller, gouverneur militaire de Paris et président du Cercle militaire, le maréchal Alphonse Juin, les Académiciens Jérôme Carcopino, Léon Bérard et Jacques Chastenet - Weygand est membre de l'Académie française -, les généraux Dufieux, Bertrand Pujo, Pierre Héring et Augustin Guillaume, les amiraux Jean Decoux et Gabriel Auphan, Claude-Joseph Gignoux, directeur de la Revue des Deux Mondes, qui a été conférencier du CEPEC, le député de Paris « national » Édouard Frédéric-Dupont, l'ancien ministre et ancien ambassadeur du régime de Vichy François Piétri, les anciens ambassadeurs François Charles-Roux, de l'Institut, et Jules Laroche, Robert André (ancien P-DG d'Esso-Standard, président de l'Union des chambres syndicales de l'industrie du pétrole depuis 1947, membre du comité supérieur du Centre des hautes études américaines dont Weygand est le président émérite), le prince Charles Murat, le pasteur de Tienda, aumônier-général de la flotte pour le culte protestant, l'abbé Georges Hénocque, ancien aumônier de Saint-Cyr et ancien déporté-résistant, le président général des Corniches de France. Beaucoup ont été des personnalités du régime de Vichy. Le général Héring préside l'Association pour défendre la mémoire du maréchal Pétain (ADMP), dont Weygand est le président d'honneur ; l'amiral Decoux est l'un de ses vice-présidents. Laederich a été membre du comité du centenaire de l'ADMP en 1956.
Sont présents à d'autres tables les anciens ambassadeurs Charles Rochat et Pierre de Leusse, au moins 33 autres généraux, dont Pierre de Bénouville, l'amiral Moreau, des membres de l'Institut (Firmin Roz, Louis Hautecœur, Georges Ripert). Ainsi que d'autres personnalités comme Jean Borotra (proche du CEPEC et futur vice-président), l'ancien député Noël Pinelli (ces deux derniers sont vice-présidents de l'ADMP), le député du CNIP Jacques Isorni, ancien avocat de Pétain et autre figure de l'ADMP, Jean Jardel, de l'ADMP également, le docteur Remy-Neris, président des Médaillés militaires, René Thomas, industriel et conseiller municipal parisien, l'ingénieur général de l'Artillerie navale (en retraite) Jean Ottenheimer, etc.. D'autres membres du comité directeur du CEPEC (Berger-Vachon, Maurice de Waresquiel, Chotard, Masquelier) et un futur membre (Jean Experton).
De nombreux autres patrons prennent part au déjeuner. Parmi lesquels des industriels du pétrole : Robert Cayrol (DG de Desmarais frères, vice-président de la Compagnie française des pétroles), Serge Scheer (ESSO SAF, filiale française de la Standard Oil Co. of New Jersey), et Joseph Huré (BP France). Roger Boutteville (président depuis 1955 de la Société alsacienne de constructions mécaniques), les dirigeants de la CSF (Robert Tabouis, son président, Maurice Ponte son directeur général et Pierre Braillard, son secrétaire général), Louis Lacoste, vice-président délégué de la Chambre syndicale des métaux, Bernard Jousset (président du Centre français du patronat chrétien), Louis Charvet (sidérurgie), ancien vice-président des « équipes sociales » et ancien de l’USIC, comme Lamirand, les éditeurs Maurice Bourdel (Plon), ami d'Alfred Pose, actionnaire de cette maison d'édition, et Charles Huon de Penanster (Éditions de Montsouris), André Reynaud (Anciens Ets Lorraine-Dietrich, membre du comité supérieur du Centre des hautes études américaines et administrateur de plusieurs entreprises), Yves Comar (laboratoires Clin-Comar), André Ruegger (Tubauto, ancien conseiller municipal de Paris comme Baruzy sous l'Occupation), Pierre Mayeux (imprimerie Chaix), Luc Desjonquères (PDG de l’entreprise familiale Henri Desjonquères, à Mers-les-Bains), Frantz Hacart, membre du comité directeur du Comité central de la laine et de l’Union des industries textiles (comme Laederich, il a pris part au banquet des journées Inter-France en 1942), Philibert-Jean Grange (société des transports internationaux Danzas, ancien militant du Parti social français avant 1940 et ancien interné-résistant), Jules Verger, qui fut un patron de combat contre la CGT et un militant du corporatisme et de la « collaboration des classes », ancien membre du Conseil national de Vichy et titulaire de la francisque à l'instar de Laederich, Henri Verhille (Salins du Midi), Jean Gandilhon, directeur général de la Société des ateliers d’aviation Bréguet, Joseph Jean-Emile Fenestrier (chaussures Fenestrier à Romans-sur-Isère, de la marque UNIC), Lucien Tissot-Dupont (ST Dupont), Jean Freyssinge (Laboratoires Freyssinge), Pierre-Stanislas Gillet (aciéries d'Hirson), Jean Roumens (p-dg de l'Electro-Métallurgie d'Auvergne), etc.
S’y ajoutent des banquiers : Étienne Dupont, P-DG de la banque L. Dupont et Cie, Marcel Wiriath, du Crédit lyonnais (maurrassien, proche de Weygand et du colonel Rémy), René Martin, directeur de la Banque de Paris et des Pays-Bas, Henri Leruste (banque de l'entreprise), etc.
Des cadres de l'industrie aussi, tels François de Villepin, secrétaire général de Pont-à-Mousson SA (et grand-père de Dominique de Villepin), Henri Duplais des Touches (secrétaire général de Solvay et Cie), Henri Migeon, de la Télémécanique (Louis Salleron est l'un de ses proches, Laederich est administrateur de cette entreprise et Migeon a été administrateur du CNOF), André Misset, DG adjoint de Lafarge et futur conférencier du CEPEC, Marcel Mouget, du CEO à Versailles (autre proche de Salleron), etc.
On relève aussi des anciens du réseau patronal anticommuniste de Laederich : Georges Roque (P-DG du verrier Souchon-Neuvesel, administrateur de la Société des Eaux de Vittel comme Laederich et ancien soutien de l'Agence de presse Inter-France à l'instar de ce dernier), Marcel Doligez, dirigeant des Ets Champier de Tarare, Pierre Chatel (Fonderies de Bayard à Saint-Dizier). Ils ont connu Weygand avant-guerre, comme Laederich (Roque et Doligez) et fréquenté les dîners parisiens du CEPEC à partir de 1954. Et deux beaux-frères de Laederich : Henri de Turckheim et Robert Verdet-Kléber (industriel papetier à Rives), administrateurs des Ets Laederich.
Le compte rendu d'une conférence de 1959 donnée par Georges Sauge sur « L’armée face à la guerre psychologique » relève la présence d'officiers généraux et supérieurs d'active et de réserve et souligne que le public est composé de fonctionnaires, de membres des professions libérales, d'intellectuels et surtout d'industriels et d'hommes d'affaires.

### Formation de centres autonomes en province
À la différence de clubs politiques de gauche comme le Club Jean Moulin, le Centre d'études politiques et civiques a essaimé en province : il a fondé des centres locaux, plus ou moins éphémères. D'abord à Nancy puis à Bordeaux, Grenoble et Lyon. Le 2 avril 1954, à l'occasion de la première réunion régionale de l'association, le général Weygand, président d'honneur du CEPEC, adressait aux fondateurs du groupement lorrain du CEPEC un message dont le texte a été publié dans le quatrième cahier du CEPEC. Intitulé « appel aux élites françaises », il soulignait l’envie de réformes bloquées par « l’impuissance ». Le tout premier numéro des Cahiers du CEPEC est la publication d'une conférence de Pose et Gillouin donnée à Grenoble en juin 1954 à une réunion organisée par les « conférences dauphinoises du CEPËC ».
Laederich et Salleron sont venus à Bordeaux en novembre 1954 pour une conférence présidée par Maurice Firino-Martell. Elle a donné lieu à la naissance du CEPEC du Sud-Ouest, présidé par le négociant en vins Henri Binaud et animé par Louis-Georges Planes, alias Louis-Georges Planes-Burgade (1891-1974), son délégué à la propagande, et Robert Cassagnau, son secrétaire général. Salleron vint en février 1955, date de sa première réunion constitutive, et Pose en mai, date de la formation du comité directeur du CEPEC du Sud-Ouest. Le CEPEC du Sud-Ouest, à Bordeaux, s'est constitué à partir d'un périodique local, L’Indépendant du Sud-ouest. Fondé par Cassagnau et Planes en octobre 1953, ce périodique devient en novembre 1957 L’Indépendant du Sud et du centre-ouest et en octobre 1959 L’Europe libérale, ce qui résume alors son programme. Le périodique publie dès ses débuts des articles de dirigeants du CEPEC : Salleron, Pose, Demonque, Lamirand, Baruzy, Gillouin, Waresquiel. En mai 1954, il publie l’appel de Weygand. Ses dirigeants décident de collaborer avec le CEPEC, ce qui doit, espèrent-ils, « donner les meilleurs résultats devant le programme flou, hésitant des modérés et des anti-collectivistes ». Planes est le rédacteur politique et le critique littéraire de ce périodique dirigé par Cassagnau. Planes a été le critique littéraire puis le rédacteur en chef de 1938 à 1944 du quotidien bordelais et catholique La Liberté du Sud-Ouest, dont Maurice Firino-Martell a présidé le conseil d'administration de 1933 à 1944. Firino-Martell a été « un ami constant et agissant » de L'Indépendant du Sud-Ouest. Sa société est longtemps l’une des rares à appuyer le journal avec des publicités. Il est l’un des membres fondateurs de la SARL qui édite le périodique, aux côtés de notables comme Henry Glotin, codirecteur de la société Marie Brizard et fils du fondateur de La Liberté du Sud-Ouest, Gustave Carde, des Établissements Carde, ou un membre de la famille Lur-Saluces,. Cassagnau a été avant guerre un collaborateur de Philippe Henriot, comme délégué à la propagande de l'Union populaire républicaine de la Gironde et rédacteur en chef de Jeunesse, l'organe des jeunesses de la Fédération républicaine. Il est nommé délégué régional adjoint à la jeunesse puis en 1943 délégué régional par le régime de Vichy. Planes a collaboré sous l'Occupation à l'hebdomadaire catholique Les Voix françaises et a été membre fondateur en 1941 et membre du comité bordelais des Amis du maréchal. Ancien militant de l'Action française en Gironde dans les années 1910 et 1920, Planes est issu des milieux viticoles du Médoc et a été engagé à ses débuts dans les exportations de vin, comme agent d'exportation : associé du bureau de Jules Burgade (1914), puis codirecteur de ce bureau en 1935. Homme de lettres, il a fondé en 1925 les « jeudis et samedis littéraires » à Bordeaux, collaboré à l’Académie des sciences, Belles-lettres et arts de Bordeaux – il y a été élu en 1943 -, et a publié plusieurs ouvrages ou brochures avant la guerre, sur Bordeaux, sur le vin et mais aussi sur l'Espagne de Franco (Rouge et or, 1937) ou sur les avantages sociaux et économiques d'un régime corporatif, en 1934. Sa fonction de rédacteur en chef de La liberté du Sud-Ouest lui valut un séjour en prison à la Libération. Quant à Henri Binaud, il est aussi issu de l'AF ; il y a milité jusqu'à la fin des années 1920, comme son beau-père, sa belle-mère et son épouse.
Les vice-présidents du CEPEC du Sud-ouest sont Joseph Courau, président de la FDSEA de Gironde (1953-1966) et futur président de la Fédération nationale des syndicats d'exploitants agricoles (FNSEA) de 1956 à 1963, Pierre Martin, président de la Fédération des caves coopératives de Gironde et du Sud-ouest de 1952 à 1960, de la Chambre d’agriculture de Gironde, de la Fédération nationale des coopératives agricoles (1943-1972) et de la fédération nationale de la coopération agricole (1946-1972), l’industriel du bâtiment Gustave Carde, un patron social, président du Comité interprofessionnel du logement, Richard Chapon, président des Editions girondines et de la SAISO (Société anonyme d’imprimerie de Sud-ouest), actionnaire du quotidien Sud Ouest, Jean Livran, DG adjoint de la société industrielle des résines et directeur des savonneries les Perdrix, Maurice Barbet, avoué.
Le comité de direction du CEPEC du Sud-Est, à Grenoble, constitué le 1er septembre 1955, est présidé par Jacques Jalabert, professeur de philosophie à la Faculté de Grenoble. En sont membres surtout des industriels comme Maurice Bouchayer, de la famille contrôlant les Ets Bouchayer-Viallet, vice-P-DG des ciments Vicat, Maurice Gariel, P-DG des Ets Neyrpic, Paul Escarfail, P-DG des Papeteries du Moulin-Vieux, Jean Experton, des cadres comme Valéry de Montgolfier, DG adjoint des Papeteries Vincent Montgolfier, Pierre Divisia, directeur du Crédit lyonnais de Grenoble, Herbert Gengoux, expert-comptable, et deux femmes, Germaine Borcelle, institutrice détachée, alors inspectrice régionale de l’enseignement technique, ancienne secrétaire générale (1953-55) du Syndicat national de l'enseignement technique action autonome, non-cégétiste, et Mme Louis Tommaset. Le secrétaire est Pierre Sansot, alors professeur de philosophie au lycée de Grenoble. Germaine Borcelle est membre de l’Union des fédéralistes européens (signataire de la motion n° 2 en 1956 lors du 6e congrès) et elle est en février 1957 l’une des fondatrices, comme secrétaire générale, de l’AEDE-France (Association européenne des enseignants).
Une journée d’études inter-régionale rassemble en juin 1955 à Paris les animateurs parisiens et provinciaux du CEPEC. Ses deux séances sont présidées par Firino-Martell, en remplacement de Laederich, empêché, mais qui tient tout de même à y assister un moment. C’est Pierre Baruzy qui accueillit les représentants de province, aux côtés de Boury, Pradelle, Gillouin et Lamirand.
Selon Laederich, « la guerre d’Algérie et l’approche d’événements graves nous ont poussé en 1956 et 1957 à accentuer nos liaisons avec la province » où le CEPEC dispose de « tout un réseau d’amitiés provinciales souvent concrétisées par un groupe local du CEPEC ». Le colonel Rémy est recruté en octobre-novembre 1956 pour développer en province l'implantation du CEPEC, avec l'assentiment du général Weygand. Il se met dès la fin de l’année 1956 à sillonner la France pour présenter le CEPEC et tenter de fonder ou de développer des groupes locaux : à Rouen et à Lyon en 1956 avec Laederich, en janvier 1957 à Nancy, à Angoulême, avec Firino-Martell, en région parisienne, à Amiens, Arras, Lille, Dunkerque, à Saint-Quentin en février, en mars 1957 à Lyon, Roubaix, avec Laederich et Chotard, à Nancy et Strasbourg avec Laederich et Salleron, à Thionville, Strasbourg, Marseille, en avril à Poitiers, Dax, Mazamet, Toulouse, Pau, Bayonne. Elles ont lieu parfois au domicile privé de membres ou de personnes intéressées, par exemple au domicile de Pierre Philippe, ingénieur à la Sollac, à Thionville, ou bien chez le général de La Porte du Theil, à Poitiers. À Strasbourg, elle eut lieu chez un notable, Philippe Herrenschmidt (1904-1998), quatrième patron de la dynastie protestante qui a fait fortune dans les tanneries. Cette frénésie de conférences en province culmine le 22 mai 1957 avec l’organisation d’une conférence inter-régionale à Paris. Des délégués de Bordeaux, de Bayonne, des Charentes, de Nancy, de Reims, de Rouen, d’Elbeuf, de Perpignan, de Grenoble et d’Amiens son présents pour écouter les exposés des dirigeants du CEPEC. Au déjeuner offert par Baruzy, 25 présidents ou animateurs des groupements locaux sont présents : un du Sud-est, deux du Sud-ouest (Binaud et Planes), deux de Lyon (dont Georges-Paul Menais, l’animateur principal du CEPEC dans cette ville), deux de Nancy (dont Jean L’Hotte, ancien délégué régional lorrain des Jeunesses patriotes de 1927 à 1936), un de Strasbourg, six du Nord, un de Normandie, deux des Charentes, trois du Tarn, deux du Pays basque, un de Pau et un de Reims. À Lyon, le comité local reçoit le soutien en 1956-1957 de deux patrons qui ont connu Laederich avant la guerre et ont fait partie de son réseau anticommuniste, Georges Roque, de Souchon-Neuvesel, et Marcel Doligez, de Tarare, ancien dirigeant en zone sud de l'Office des comités sociaux sous l'Occupation. Laederich affirme que l’association est implantée fin 1957 à Grenoble, Pau, Bayonne, Rouen, Bordeaux, Lyon, Saint-Quentin, Amiens, Lille, Dunkerque et Nancy. Il souligne la constitution du CEPEC-Languedoc à Montpellier, en décembre 1957, puis l’implantation de l’association à Millau en janvier 1958. Les animateurs des groupements locaux éphémères du CEPEC ne sont pas toujours des industriels, mais ce sont pour la plupart des notables, tels le chirurgien Alfred Ledoux, à Reims, ancien conseiller général, l’avoué François Bedel de Buzareingues, à Montpellier, l’avocat Noël Vilain, à Besançon, fondateur du CEPEC de Franche-Comté.
Les Cahiers du CEPEC publient en 1957 une conférence de Louis-Georges Planes, tenue à Bordeaux le 4 février 1957. C'est la deuxième conférence donnée en province à avoir été publiée par le périodique de l'association, après celle de juin 1954 à Grenoble. Comme Gillouin, il y dénonce la « fausse conception de la liberté et de l’égalité issues de la philosophie des Lumières et des dogmes de 1789 ». Il n’est « ni pour l’individualisme, ni pour l’égalitarisme ». Et comme Salleron, il préconise encore le « corporatisme », même s’il reconnaît qu’il est « définitivement compromis depuis que le Maréchal Pétain s’en est quelque peu inspiré pour rédiger la Charte du travail et surtout depuis que les nazis et les fascistes en ont réalisé une grossière contrefaçon ». Selon lui, il s’agit d’opposer au communisme « autre chose qu’un libéralisme désuet et inadapté à la conjoncture »,.
L'intérêt du CEPEC pour la province s'explique aussi par les options fédéralistes des animateurs de l'association. Et du reste, la plupart des dirigeants du CEPEC ont des assises en province : Laederich dans les Vosges, où sont ses usines, Maurice Firino-Martell en Charente, Lamirand en Auvergne – il préside la Fédération thermale d’Auvergne et est maire de La Bourboule, élu en mars 1955 avec l'étiquette de « républicain indépendant » -, Pose dans le Pays basque - il est maire de Saint-Jean-de-Luz de 1953 à 1969 et président du Comité d’expansion économique des Basses-Pyrénées -, Maurice de Waresquiel en Mayenne.
Georges Laederich annonce début 1958 que « le CEPEC a repris cette année sa ligne première qui était d’être un laboratoire de pensée après avoir l’année dernière essayé d’être un peu différent, c’est-à-dire en montrant beaucoup d’activité extérieure, notamment en suscitant la création de CEPEC provinciaux en assez grand nombre ». C'est que les fortes convictions du colonel Rémy - ses idées royalistes et son refus d'une Europe supranationale - et son désir de transformer le CEPEC en un groupement activiste ont provoqué des tensions lors de ses conférences et au sein du comité directeur de l'association, dont les membres préconisent la modération et la prudence. Le coût financier de ses tournées a également inquiété les dirigeants de l'association, qui ont fait pression pour modérer Rémy puis pour le faire quitter son poste de délégué général. Laederich et Salleron voulaient que Rémy reste au CEPEC, alors que les autres préféraient le voir quitter l'association. Laederich a négocié avec Weygand une sortie de crise digne et discrète : Rémy quitte sa fonction de délégué général en novembre 1957 mais il reste l'un des vice-présidents.
Les groupements de Lyon, Grenoble et Bordeaux restent actifs, y compris dans les premiers temps de la Ve République naissante :  à Lyon eut lieu un colloque en avril 1958 sur le thème des libertés professionnelles, une autre conférence à la Chambre de commerce. À Grenoble, Pierre-Laurent Darnar, rédacteur en chef depuis 1951 du quotidien Le Dauphiné libéré, tient une conférence présidée par Jean Experton, sous les auspices du CEPEC, en février 1958, en présence du maire Léon Martin. D'autres réunions ont lieu par la suite dans cette ville. Fin juin 1958, à Grenoble, Jean Experton et Salleron appelèrent à soutenir de Gaulle. « Dans l’immédiat, il faut tenter de faire aboutir le projet de constitution du général de Gaulle » déclare Experton, tandis que Salleron affirme qu’il faut « dans l’immédiat faire confiance au général de Gaulle » et qu’il « faut que le référendum d’octobre soit un succès ». Peu avant le référendum du 28 septembre, Binaud, en tant que président du CEPEC du Sud-ouest, lance un appel à la une de L’Indépendant du Sud et du Centre-Ouest à « un appui massif (…) qui doit être apporté à l’œuvre de restauration nationale aujourd’hui par un « oui » quasi unanime ». À Bordeaux, Berger-Vachon vint tenir une conférence en avril 1959 sur les nouvelles institutions. Il se définit comme gaulliste et juge que la nouvelle constitution permet d’assurer la stabilité des gouvernements. Analysant la constitution, « sans opposition systématique ni louange aveugle », il souligne les possibilités de conflit entre l’exécutif aux pouvoirs considérables et le parlement, ainsi que celles entre le président de la République et le Premier ministre. Mais ce ne sont pas des « éventualités immédiates ». Après la mort de Firino-Martell en 1962, il y eut encore une réunion à Bordeaux en mai, tenue encore par Georges Lamirand, venu présenter « le CEPEC face aux problèmes urgents ». Il s’adresse pour le contester à « ceux qui prétendent que l’instauration d’un régime personnel et autoritaire a réalisé la réforme de l’État voulue et préparée par le CEPEC ». Puis une autre en mars 1963, à propos de la « détente ». Louis-Georges Planes assiste au dîner donné pour le 10e anniversaire du CEPEC en 1964, en tant que « représentant des sections provinciales du CEPEC » et y affirma que le CEPEC est toujours actif à Bordeaux et que le groupe « continue à assurer » son rôle. Binaud intègre le comité directeur du CEPEC en 1963 tandis que Cassagnau s’engage à partir du début des années 1960 dans une action en faveur de l’Europe. Il devient membre du bureau du groupe girondin de la Ligue européenne de coopération économique (LECE) et membre du bureau de l’Union girondine du Mouvement européen, président du groupe local de la LECE en 1962 et vice-président de l’Union régionale d’Aquitaine du Mouvement européen, constituée fin 1962, et enfin membre du conseil d'administration du groupe français de la LECE après 1966.
Salleron et Pradelle viennent en novembre 1961 à Uzerche, près de Tulle, pour un dîner-débat portant sur le civisme, à l'invitation du Lions Club de Tulle, présidé par Jacques-Louis Bourdelle, avocat à Tulle depuis 1941 et directeur politique du bimensuel La Voix de la Corrèze (cet hebdomadaire prend le titre de La Voix du Limousin en avril 1962). Bourdelle, conseiller municipal de Tulle de 1948 à 1952, s’est présenté en Corrèze aux législatives en 1951, comme tête de la liste investie par le CNIP. Mais sa liste n’a réalisé que 3,9 % des suffrages dans ce bastion de la gauche. Il a été le secrétaire général des Indépendants et paysans de la Corrèze. Bourdelle devient vice-président du CEPEC à la suite de cette réunion. Mais ce n’est que deux ans plus tard qu'est fondé le CEPEC Limousin-Marche, à l’occasion de la venue du colonel Rémy pour un banquet des « Amis de La Voix du Limousin ». Le CEPEC de Tulle est présidé par le bâtonnier de Limoges Jean Meynier. Ce dernier, avocat depuis le début des années 1920, a été « engagé dans le réseau politique des droites conservatrices ». On le trouve au banquet du congrès parisien de la Restauration nationale de 1959. Son fils Philippe, également avocat, est l’un des principaux collaborateurs de La Voix du Limousin.
En 1968, Salleron établit en tout cas un bilan somme toute négatif : « Le succès n’a pas répondu à ses espoirs et à ses efforts. Les centres régionaux qu’il avait suscités dans une vingtaine de villes n’ont pas connu le développement qu’il avait souhaité. La plupart végètent. Du moins ont-ils été à l’origine de créations diverses; et ce qui se maintient constitue autant de pôles de référence et le terrain de rassemblements futurs »,. Au lendemain de la crise de mai 1968, Laederich affirme à nouveau la nécessité de « susciter des groupes du CEPEC » en province ou « faire revivre ceux qui se sont endormis ».

### Fondation d'une agence de presse, l'ACIP
À partir de 1959-60, le CEPEC appuie la formation d'une agence de presse destinée aux petits périodiques de province, l'ACIP, Agence coopérative interrégionale de presse. Le président de son conseil d'administration est à l'origine Christian Taupin, directeur des Échos de Seine-et-Oise, les vice-présidents sont Léon Borioli (de la Société de presse berrichonne, qui publie les journaux Le Cher républicain, La Voix du Sancerrois et Le Nouvelliste) et l'ancien député François de Clermont-Tonnerre, de L'Authie-Journal, à Doullens (Somme). Les 27 journaux ayant cofondé l'ACIP sont des périodiques de province, à l’exception du périodique parisien Notre XVIe. Ce sont L’Indépendant du Sud-ouest de Bordeaux, lié au CEPEC, le Cher républicain à Bourges, L’Éveil du Périgord, La Voix de la Corrèze (bimensuel fondé en avril 1955, qui devient hebdomadaire en 1956 et prend le titre de La Voix du Limousin en avril 1962) et une vingtaine d’autres journaux : Ouest-Normandie, Le Nouvelliste de Saint-Amand, Le Valentinois de Valence, Le Libournais, La Liberté du Midi à Montpellier, La Gazette de Redon, Le Pays roannais, Le Pays beaujolais, Le Pays d’entre-Loire et Rhône, L’Echo d’Ancenis, Le Courrier de Paimboeuf, Le Journal de Gien, du Loiret, Le Courrier de Lorient, Le Baugeois, Le Courrier de la Mayenne, La Savoie, L’Impartial des Andelys, de l’Eure, Les Echos de Seine-et-Oise, Les Informations dieppoises, L’Authie-Journal et La Baie de la Somme.

Le quotidien La Croix met en garde les journaux catholiques en 1960 : 

« Le mouvement qui a donné naissance à l'ACIP est le CEPEC fondé en 1954 sous les auspices du général Weygand [son président d'honneur]. (…) Si son principal animateur est, avec le titre de vice-président, M. Salleron, bien connu dans les milieux catholiques, le président est un protestant, M. Laederich, industriel dans les Vosges. Quiconque cependant dans la presse de province serait porté par excès d'impécuniosité à aliéner une liberté précieuse doit savoir, si ses objectifs sont d'abord religieux, qu'il s'expose à les voir se substituer des objectifs politiques,. »

 Georges Vigne, secrétaire général adjoint du CEPEC, est le secrétaire général de l’ACIP et le secrétaire de rédaction de son bulletin.
Certains de ces journaux sont liés aux indépendants du Centre national des indépendants et paysans (CNIP). L’Impartial des Andelys de Bernard Bonnisent a combattu dans l’Eure Mendès France, et se situe dans la mouvance des indépendants, comme Le Valentinois. La Liberté du Midi, à Montpellier, est le journal du Centre indépendant et paysan de l’Hérault depuis 1953. Le Libournais est de même « l’organe de défense des indépendants, paysans et classes moyennes » de 1957 à 1965, et La Voix de la Corrèze, de Jacques-Louis Bourdelle, l’organe officieux du Centre départemental des Indépendants et paysans corréziens depuis sa fondation. Des journaux sont dirigés par des personnalités marquées à droite. Notre XVIe, à Paris, est dirigé par Stanislas Sicé (1894-1970), proche sinon membre du CEPEC, président du Cercle des Amitiés françaises jusqu'en 1962. Ancien membre du comité directeur des Croix-de-Feu, ancien maire du 16e arrondissement de Paris, il a figuré sur une liste d’Union des indépendants, paysans et républicains nationaux dans la Seine (2e circonscription) lors des législatives de 1951 et il s'est présenté à une élection législative en 1952 puis aux législatives de 1958. Weygand préfaça en 1958 son essai, La France requiert contre ses institutions ; sa préface s’élève contre « le régime électoral absurde » de la IVe République et « la République des partis (qui) est la pire de toutes les Républiques ». Le Courrier de la Mayenne est dirigé par le très catholique Louis de Guébriant, futur président de l'ACIP à partir de 1967, partisan de l'Algérie française ; il estimait que l’Algérie devait rester française « en vertu du droit chrétien ».
Bourdelle affirme en 1963 que le bulletin de l'ACIP est utilisé par 250 hebdomadaires, touchant 2 millions de foyers, soit environ 6 millions de lecteurs. Lors du 10e anniversaire du CEPEC en 1964, Weygand loue « cette affaire de presse, le fait que vous avez 300 journaux de province dans lesquels vous faites connaître la vérité » et estime que « c’est une force incroyable »,. Ces journaux sont pourtant une force en déclin, dans une France qui connaît l’exode rural et se modernise, et qui ne semble pas en phase avec l’évolution de la société et des pratiques culturelles. De fait, des périodiques cessent de paraître par la suite : Le Libournais en décembre 1965, La Liberté du Midi en 1967, après une parution irrégulière depuis 1963, La Voix du Limousin en 1968, L’Indépendant du Sud et du Centre-Ouest en 1970. Bourdelle, directeur de La Voix du Limousin et nouveau président de l'ACIP, y présente l'agence, affirme que les journaux affiliés totalisent un « tirage supérieur à 3 millions d'exemplaires » et nomme quelques personnalités qui publient des articles dans le bulletin de l'agence : le colonel Rémy, l'Académicien Thierry Maulnier, collaborateur du Figaro, des anticommunistes issus de la gauche comme le syndicaliste André Lafond ou Arthur Conte, Mgr Jean Rodhain, d'anciens parlementaires comme Marc Lauriol, conférencier du CEPEC, Camille Laurens (secrétaire général du CNIP) ou Bertrand Motte (CNIP), le député gaulliste Christian de La Malène, etc. Plusieurs d'entre eux ont été hostiles à l'indépendance de l'Algérie tels Rémy, Lafond, Lauriol ou Maulnier. Bourdelle cite aussi un autre organisme également fondé par le CEPEC, l'Omnium d'Impression et de Publicité (OIP), une « société de promotion de la presse hebdomadaire dont le but est de faire comprendre aux grands annonceurs que le support que constituent les hebdos de province est un support de haut rendement et à amener ainsi à ces journaux des ressources financières qui leur manquent souvent pour s'améliorer ». Théodore Boury est à sa mort en 1965 président de l'Omnium. En 1963, Marc Pradelle rédige un compte-rendu d’une réunion de l'OIP destinée à persuader des entreprises d’investir leur budget de publicité dans l’ACIP. Il y affirme que Laederich a été « un de ceux qui ont compris les premiers le rôle prépondérant de la presse de province. Il est de ceux qui dès 1937 se sont employés à mettre sur pied une organisation d’action civique axée sur la presse locale ». Selon lui, les animateurs de cette « organisation civique » ont réussi à amener aux journaux hebdomadaires dix millions de francs de publicité, grâce à l’effroi du patronat face au communisme et au Front populaire.
Des périodiques comme Le Droit de vivre et L'Express présentent en 1964 l'ACIP comme une résurgence de l'Agence de presse Inter-France. Jacques Derogy, de L'Express, évoque « le couronnement de quinze années d’efforts pour faire renaitre discrètement de ses cendres une (…) entreprise de presse qui connut ses beaux jours sous l’Occupation (…) l’agence Inter-France ». L’organigramme de l’ACIP est calqué selon lui sur le modèle d’Inter-France (les journaux affiliés sont théoriquement copropriétaires de l'agence, qui est en réalité financée par des industriels) et les journées de Blois [allusion au premier congrès de l'ACIP en 1964] « rappellent étrangement les journées de Chaillot d’octobre 1942 » [allusion au congrès de l'agence qui réunit des représentants de nombreux journaux à Paris]. Il cite « l’animateur M. Pradelle, ancien directeur d’Inter-France, et le cerveau, M. Laederich, cotonnier vosgien (…) administrateur des Eaux de Vittel, qui fut l’un des premiers financiers d’Inter-France ».
L'ACIP organise deux fois de suite un congrès pour ses journaux affiliés, en juillet 1964 dans le Loir-et-Cher, notamment à Blois, et en 1965 à Paris, dans le nouveau quartier d’affaires de La Défense, dans la tour d’Esso-standard de Serge Scheer. Les dirigeants du CEPEC parrainent le premier congrès de l’agence. Bourdelle, Boury et Pradelle en sont les organisateurs. 120 directeurs de périodiques y participent. Laederich préside le déjeuner du 5 juillet, aux côtés du colonel Rémy et du préfet du Loir-et-Cher, dans l’orangerie du château de Menars, qui appartient alors à Saint-Gobain dirigé par Arnaud de Vogüé, conférencier du CEPEC et fondateur de l'hebdomadaire La Voix du Sancerrois. Bourdelle le remercie de son « agissante amitié » pour l’ACIP. Salleron se charge du déjeuner de clôture le 6 juillet, à Amboise. Baruzy préside le déjeuner de 1965, aux côtés de Pradelle, Léon Borioli, nouveau président de l'ACIP, Rémy, Clermont-Tonnerre, vice-président de l'ACIP, Bourdelle, Jacques Jira, qui est à la fois secrétaire de rédaction de l'ACIP et rédacteur en chef du XXe siècle fédéraliste (périodique du mouvement La Fédération d'André Voisin), de 140 convives représentant une centaine d’hebdomadaires et de quelques anciens parlementaires : Édouard Rieunaud, ancien député MRP du Tarn, Jean Raymond-Laurent, autre ancien député MRP, et Georges Potut, ancien député radical et directeur ou éditorialiste de divers périodiques comme La Nièvre républicaine. On relève aussi André Lafond, un ancien secrétaire confédéral de Force ouvrière (1948-1959), une des signatures de l'ACIP, et l'amiral Gabriel Auphan, un proche du CEPEC, collaborateur de la revue catholique traditionaliste Itinéraires comme Salleron. Léon Borioli déclare à l'occasion du congrès de 1965 : « On a trop longtemps sous-estimé nos "canards", nos " feuilles de chou ". Pourtant, à nous tous, nous réunissons deux millions de lecteurs français, c'est-à-dire beaucoup plus que le plus grand des quotidiens ».
L'État reconnaît officiellement l'ACIP par un arrêté du ministère de l'Information daté du 28 août 1964.
Au lendemain des événements de mai 1968, Laederich se déclare fier des « 350 hebdomadaires » réunis par l’ACIP, « l’une des armatures les plus solides de l’opinion publique véritablement nationale ». Il souligne que ces hebdomadaires « ont été les seuls à paraître régulièrement et à toucher la vraie France pendant la période révolutionnaire récente ». Ils ont un avantage sur la presse de Paris car celle-ci « peut être stérilisée à tout moment par une grève parisienne, et à plus long terme par le développement de la publicité télévisée ».
Cette agence a fini par s'éloigner du CEPEC et a poursuivi son existence après sa disparition, sous la direction de Jacques Jira (1928-2000) jusqu'à son décès puis de Serge Plenier (1957-2018), rédacteur en chef, et Frédéric Aimard, son directeur et propriétaire, directeur de l'hebdomadaire France catholique de 1998 à 2018. Son nom a été modifié (Agence de communication interrégionale de presse).

### L’Association pour la meilleure sécurité sociale (APMSS)
De 1959 à 1962, le CEPEC appuie une association fondée en 1958-59, l’Association pour la meilleure sécurité sociale (APMSS), qui préconise une réforme de la Sécurité sociale, dans une veine mutualiste et hostile à l'État,. Elle est présidée par un vice-président du CEPEC, Berger-Vachon, et animée par son fondateur et secrétaire général, le chirurgien Raymond Bernard (1898-1962), maurrassien, ancien des étudiants d'Action française, ancien membre de la ligue d'AF dans les années 1920, demeuré proche des royalistes d'AF, « ami » de La Nation française. L'autre animateur de l'association, vice-président, est le militant anticommuniste Claude Harmel, ancien, lui, du Rassemblement national populaire sous l'Occupation et adjoint de Georges Albertini. Les autres dirigeants de l'APMSS sont Jules Artur, autre maurrassien, François Saint-Pierre, secrétaire général d’Aide au logement (1951-1983), et le docteur Jean Dijon.
L'association se fait connaître en 1959 par des conférences de presse et met en place un comité provisoire comprenant notamment Claude-Joseph Gignoux, l'armateur et député du CNIP Jean Fraissinet, Louis Salleron et François Lehideux, vice-présidents du CEPEC, le professeur Robert de Vernejoul, président du Conseil national de l'Ordre des médecins, le sénateur Marcel Pellenc, les vice-présidents du conseil municipal de Paris Roger Castille et Pierre-Christian Taittinger,. Le conseil de direction de l'APMSS est constitué par la suite de Berger-Vachon, président, Claude Harmel et Georges Laederich, vice-présidents, Raymond Bernard, secrétaire général, François Saint-Pierre, secrétaire général adjoint et Jean Dijon, trésorier. En font aussi partie des vice-présidents du CEPEC (Gillouin, Salleron, Lehideux, Firino-Martell). Des « membres libres » : Gignoux, Jules Artur, Jacques Farret, l’économiste Lucien Laurat, Hyacinthe Dubreuil, Mauger, syndicaliste, directeur de Vie et travail, une industrielle, madame Dargouge. Des représentants d’associations : l’industriel Jacques Bassot, président du comité directeur de La Fédération, Emmanuelli, de l’association La Libre entreprise, Brigitte Luc, présidente de la Fédération nationale des femmes, l’avocat parisien Roger de Saint-Chamas, président de l’Association catholique des familles nombreuses, le docteur Pinelli de la CGC, Perrin, du Centre d'information et de documentation économique et sociale, Castelle-Lescure, de l'Union nationale des mutuelles des professions libérales. Des médecins : les professeurs René Moreau, professeur à la Faculté de médecine de Paris, et Raymond Villey, vice-président du Conseil national de l’ordre des médecins, Guy Fradin, secrétaire général des syndicats de médecins du Rhône, Maurice Luzuy, de Blois. Des parlementaires : Philippe Vayron, Henri Karcher, député de la Seine, le sénateur de Loire-Atlantique René Dubois, le sénateur du Vaucluse Marcel Pellenc. Deux élus locaux parisiens : Roger Castille et Christian-Pierre Taittinger. Et enfin deux anciens parlementaires : Pierre Charles, ancien député de Loire-Atlantique, et l’ancien dirigeant de la SFIO Paul Faure, directeur de La République libre. Des élus ont été médecins (Karcher, Dubois, Pellenc, docteur en médecine). Ces élus sont ou ont été d’extrême droite (Castille, ancien président des étudiants d’Action française et proche collaborateur de Xavier Vallat avant la guerre, Pierre Charles, député poujadiste, administrateur de la Caisse primaire de Nantes au titre de l’UDCA en 1956), de droite (Karcher, gaulliste, Dubois, républicain indépendant partisan de l’Algérie française), du centre (Pellenc, rapporteur général du budget, très critique à l’égard de l’étatisme). Ce sont d’anciens résistants (Pellenc, Dubois) ou bien d’anciens pétainistes, tels Paul Faure ou Roger Castille, qui a été conseiller juridique du Commissariat général aux questions juives,. La Nation française appuie l'association.
L'APMSS publie un bulletin bimestriel, de juillet 1960 à 1962, APMSS, tient des congrès en février 1961 et mai 1962, auxquels participent notamment des parlementaires : Jean-Paul David, député de Seine-et-Oise et ancien fondateur du mouvement anticommuniste Paix et liberté, et les députés du CNIP Guy Jarrosson, du Rhône, et Philippe Vayron, fondateur du Comité pour l’humanisation et la dépolitisation de la Sécurité sociale, qui collabore au périodique de l'APMMS. Ainsi que Gilbert Tournier, Jean Daujat, le commandant Costet, président des sections de Paris du Centre Français du Patronat Chrétien et proche de Daujat, Pierre Vinot, vice-président de la Fédération des associations des familles de la Seine, Dubois, secrétaire de la CGC, Henri Migeon, vice-président du CNOF. Elle lance une pétition en avril 1962 sur « une déclaration hostile à toute étatisation de la Sécurité sociale ». Elle s’adresse aux parlementaires, par l’envoi de lettres, sur les dangers de la fiscalisation, sur les autonomies financières et sur l’inconstitutionnalité d'un projet de décret gouvernemental, dès mai 1959. Berger-Vachon et Raymond Bernard prennent rendez-vous auprès des cabinets ministériels et des ministres : auprès de Valéry Giscard d’Estaing en 1959, d'Antoine Pinay, du ministre de la santé Bernard Chenot, du directeur du cabinet du Premier ministre, etc. Elle envoie enfin des lettres aux médecins et aux chefs d’entreprise. Philippe Vayron dispose en juin 1961 sur le bureau de l’Assemblée nationale quatre propositions de loi avec d’autres élus amis de l’association : de Broglie, Delbecque, Jarrosson, Mignot, Nader et Weber. Ces propositions sont rédigés avec l’aide de l’APMSS : la  première propose une réforme de l'organisation financière de la Sécurité sociale, la deuxième d'éliminer du bénéfice de la Sécurité sociale les personnes oisives et les faux salariés, la troisième de réglementer la fixation du plafond pour le calcul des cotisations et la quatrième d'établir une assurance-maladie sur une base mutualiste.
Le 24e dîner-débat du CEPEC, en juin 1961, reçoit Bernard, Harmel et Berger-Vachon pour une conférence sur « la sécurité sociale à base mutualiste ». Salleron y participe, lui qui a été directeur de l’Association générale du crédit mutuel et de la coopération agricole avant la guerre et qui a vertement critiqué la « socialisation de la Sécurité sociale » car elle provoque « une étatisation latente qui constitue pour la famille un grave danger », dans le chapitre 4 de son ouvrage de 1951 Les catholiques et le capitalisme. Selon lui, en effet, « s’acharner à supprimer tous les risques, c’est aller contre la loi de la vie ». L’État ne doit faire « que son métier » - justice, police et finances - et il en découlera la sécurité. La Sécurité sociale ne doit être enfin qu’ « auxiliaire et complémentaire » des « sécurités naturelles » constituées par l’épargne, la mutualité et les assurances. Il avait critiqué l’esprit de la Sécurité sociale dès mai 1947, lors du congrès de la Fédération nationale de la famille rurale, dans la mesure où « on ne peut songer à abolir tous les risques » : la Sécurité sociale lui semble « aller à l’encontre des sécurités naturelles ». Salleron tient une conférence lors du congrès de l’APMSS en 1961 sur le thème « La Sécurité sociale, école de civisme ». Marcel Demonque préside un déjeuner lors de ce congrès. « En voulant rénover les fondements décadents de la Sécurité sociale, c’est bien de restaurer l’homme-assuré social dans sa dignité qu’on s’acharne à lui faire perdre », se félicite-t-il, préconisant « une éducation sociale et civique du Français ».
La brochure de Bernard intitulée Le monolithisme de la Sécurité sociale, recherche d’une nouvelle forme de régie autonome tendant à le réduire : une Sécurité sociale à base mutualiste a été publiée en 1959 par l’imprimerie Fricotel d'Epinal, qui imprime aussi les brochures du CEPEC. Elle a fait partie du groupe de L'Express de l'Est, quotidien spinalien racheté secrètement par Laederich et ses amis industriels en 1937. Son directeur, Louis Leroux, est l'ancien directeur de ce journal durant l'Occupation, jugé et condamné en même temps que Laederich en 1946.

### Le CEPEC comme centre
Et enfin, comme l’écrit Salleron, « il ne faut pas oublier le rôle que le CEPEC a joué et joue comme « centre » : « Il est un local, il est une « permanence ». À ce titre, il accueille inlassablement lettres et visiteurs, répondant aux uns et aux autres, communiquant une adresse, donnant le nom d’un conférencier, mettant en rapport des personnes et des groupements, tirant des stencils, aidant, dépannant, encourageant toutes les bonnes volontés. Ce sont des milliers et des milliers de personnes qui se sont adressées à lui. Il a été et est toujours un « multiplicateur » des initiatives et des dévouements dans tout ce qui touche au civisme. (…) Ce rôle, apparemment très modeste, n’en a pas moins été d’une extraordinaire fécondité ».

### Financement
Le CEPEC a mis en place après sa fondation un comité financier chargé de récolter des subventions patronales. Pour cela, il convie des patrons à des dîners. Georges Laederich convie ainsi en 1956 Henri Fayol, directeur général du groupe de Marcel Boussac, à l'un de ces dîners. Théodore Boury, trésorier du CEPEC jusqu'à son décès en 1965, organise à son domicile parisien des réceptions auxquelles sont conviés des patrons dont les dirigeants du CEPEC espèrent de leur part une contribution financière pour leur association. Claude-Joseph Gignoux y a été convié aussi.

## Conférenciers du CEPEC
Parmi les conférenciers invités par le CEPEC à Paris, on relève peu d'hommes politiques : Gabriel Lisette, ministre-conseil pour la Communauté du gouvernement Michel Debré, en 1959, l'ancien député partisan de l'Algérie française Marc Lauriol, en 1964 et 1965, l'ancien ministre Pierre Sudreau, en 1967, député de l'opposition, le sénateur Édouard Bonnefous en 1971, l'ancien Premier ministre du général de Gaulle Michel Debré, en 1975, pour une conférence sur « la politique de la famille ». Peu d'officiers généraux également : l'amiral Gabriel Auphan, ancien ministre de Vichy, en 1957, le général Jean Étienne Valluy en 1965. Quelques rares clercs, invités par Lehideux dans les années 1970 : le cardinal Jean Daniélou, en mars 1970 et en 1974, Mgr Seitz en décembre 1975. Quelques syndicalistes : Roger Millot, délégué général de la Confédération générale des cadres (CGC) (par ailleurs militant catholique et président-fondateur du Comité National des Classes moyennes), en 1955 (pour une conférence sur la coexistence pacifique), Pierre Felce, de Force ouvrière, en 1961, Jacques Tessier (CFTC) la même année, Gérard de Caffarelli (1962), secrétaire général adjoint de la  FNSEA, sur « les problèmes actuels de l'agriculture française ». Quelques membres des professions libérales : en 1961 le docteur Raymond Bernard de l'Association pour une meilleure sécurité sociale (APMSS), en 1968 le docteur Maurice Luzuy, un médecin de province, ancien des étudiants d'Action française et de l'APMSS, pour un dîner consacré selon Salleron aux « problèmes de la famille et de l’individu devant la Sécurité sociale ».
Les conférenciers sont plutôt des patrons : Demonque (conférencier par deux fois, en 1955 sur la question de l’Afrique du Nord, et en 1960 à propos du Comité Rueff-Armand, dont il fut membre), Claude Ventre, du Groupe des Industries Métallurgiques (GIM), Guy Berthault, de Viniprix, et Bernard Jousset (1961), Gilbert Tournier (1962, pour le centenaire de Maurice Barrès), André Misset, DG  adjoint de Lafarge, pour une réunion du bureau d'études en 1962, Arnaud de Vogüé (1962, conférence sur la liberté d’entreprendre), René Norguet (1962), venu présenter son ouvrage Le progrès social. Évolution ou révolution (Plon, 1961), préfacé par le président du CNPF, Georges Villiers), Pierre de Calan (en décembre 1963, pour le 34e dîner, afin de commenter son livre Renaissance des libertés économiques et sociales), Wilfrid Baumgartner, en tant que président de l’Alliance française (1963), le banquier Rémy Schlumberger (1965 et 1967), Bernard Mallet (1961 et 1966) - ce royaliste est aussi le président des comités directeurs de la Restauration nationale -, Robert Lemaignen (1966), Michel de Chalendar, sur la question du logement, en 1967, Jean-Louis Guillaume (1968 et 1970), animateur du très catholique Centre d’études des entreprises (CEE), filiale de l'ex-Cité catholique de Jean Ousset,.
Les conférenciers sont aussi des intellectuels, souvent marqués à droite et/ou anticommunistes : Gillouin, Raymond Aron (7e dîner en juin 1955), Albert Rivaud (1955), Claude-Joseph Gignoux (1955), Bertrand de Jouvenel (1956), Berger-Vachon, l'Allemand Wilhelm Röpke (1957) - Pose et Laederich ont lancé sa candidature à l’Académie des sciences morales et politiques : il est élu élu membre correspondant étranger en 1959 - , Léon Émery (1957), l'économiste Daniel Villey (1963), Paul Sérant, frère cadet de Salleron (1966), l'ancien recteur Jean Capelle (1967), Achille Dauphin-Meunier (1969), André Piettre (1973), l'historien Pierre Chaunu (1974), le géographe Jean Chardonnet (1975). Ces intellectuels sont parfois des catholiques traditionalistes : Salleron, évidemment, Georges Sauge (1959), Gustave Thibon (1960, sur le thème « Peut-on dissocier patrie et civilisation chrétienne dans la défense de l’Occident?»), Jean Madiran (novembre 1961 à Paris, sur l'encyclique Mater et Magistra), Jean Daujat (1962, sur les dangers du communisme et de l'URSS), le romancier Michel de Saint-Pierre (1964), Jean Ousset (1965),, Marcel de Corte (qui s’interroge : « Notre civilisation peut-elle être sauvée ? », en mars 1966 à Paris), Marcel Clément (en décembre 1966, sur le thème « l’ouverture au monde est-elle l’ouverture à gauche ? »), l'historien Jean de Viguerie (1968, témoignage sur mai 1968), François Natter, en 1971.
Des personnalités moins marquées politiquement ont été aussi invitées à donner des conférences, comme les économistes Paul Coulbois, professeur à la faculté de droit de Strasbourg (1952-1967), en juillet 1957, à propos des « problèmes économiques et monétaires de la France », François Bilger, alors maître de conférences à la faculté de droit et de sciences économiques de Strasbourg, en 1965, sur « la pensée économique libérale dans l’Allemagne contemporaine »,, le Nancéien Jacques Houssiaux en mai 1968 pour une conférence sur la politique des fusions et des concentrations dans la concurrence européenne, et Alfred Sauvy en 1977. Et aussi Albert Ducrocq, sur la science soviétique (1957) et sur l'espace (1965), Jean Keilling, professeur à l’Institut national d’agronomie (1958, conférence sur les relations agriculture-industrie), Robert Bordaz, en 1962 (témoignage sur l'URSS) et 1967.